# Lista planetelor minore: 212001–213000
Aceasta este lista planetelor minore cu numerele 212001–213000.

## 212001–212100
| Denumire | Denumire provizorie | Data descoperirii | Locul descoperirii | Descoperitor(i)     |
| -------- | ------------------- | ----------------- | ------------------ | ------------------- |
| 212001 – | 2005 BX9            | 16 ianuarie 2005  | Socorro            | LINEAR              |
| 212002 – | 2005 BU10           | 16 ianuarie 2005  | Kitt Peak          | Spacewatch          |
| 212003 – | 2005 BL11           | 16 ianuarie 2005  | Kitt Peak          | Spacewatch          |
| 212004 – | 2005 BC13           | 17 ianuarie 2005  | Socorro            | LINEAR              |
| 212005 – | 2005 BW16           | 16 ianuarie 2005  | Socorro            | LINEAR              |
| 212006 – | 2005 BM22           | 16 ianuarie 2005  | Kitt Peak          | Spacewatch          |
| 212007 – | 2005 BC24           | 17 ianuarie 2005  | Catalina           | CSS                 |
| 212008 – | 2005 BU24           | 17 ianuarie 2005  | Socorro            | LINEAR              |
| 212009 – | 2005 BD27           | 20 ianuarie 2005  | Socorro            | LINEAR              |
| 212010 – | 2005 BH33           | 16 ianuarie 2005  | Mauna Kea          | C. Veillet          |
| 212011 – | 2005 CM2            | 1 februarie 2005  | Catalina           | CSS                 |
| 212012 – | 2005 CV2            | 1 februarie 2005  | Kitt Peak          | Spacewatch          |
| 212013 – | 2005 CO4            | 1 februarie 2005  | Kitt Peak          | Spacewatch          |
| 212014 – | 2005 CX4            | 1 februarie 2005  | Catalina           | CSS                 |
| 212015 – | 2005 CJ6            | 1 februarie 2005  | Kitt Peak          | Spacewatch          |
| 212016 – | 2005 CA11           | 1 februarie 2005  | Kitt Peak          | Spacewatch          |
| 212017 – | 2005 CP11           | 1 februarie 2005  | Kitt Peak          | Spacewatch          |
| 212018 – | 2005 CG13           | 2 februarie 2005  | Kitt Peak          | Spacewatch          |
| 212019 – | 2005 CJ13           | 2 februarie 2005  | Kitt Peak          | Spacewatch          |
| 212020 – | 2005 CD14           | 2 februarie 2005  | Kitt Peak          | Spacewatch          |
| 212021 – | 2005 CK15           | 2 februarie 2005  | Socorro            | LINEAR              |
| 212022 – | 2005 CY15           | 2 februarie 2005  | Socorro            | LINEAR              |
| 212023 – | 2005 CE19           | 2 februarie 2005  | Catalina           | CSS                 |
| 212024 – | 2005 CZ20           | 2 februarie 2005  | Catalina           | CSS                 |
| 212025 – | 2005 CZ21           | 3 februarie 2005  | Socorro            | LINEAR              |
| 212026 – | 2005 CY22           | 1 februarie 2005  | Catalina           | CSS                 |
| 212027 – | 2005 CV24           | 4 februarie 2005  | Catalina           | CSS                 |
| 212028 – | 2005 CT26           | 1 februarie 2005  | Kitt Peak          | Spacewatch          |
| 212029 – | 2005 CW27           | 3 februarie 2005  | Goodricke-Pigott   | R. A. Tucker        |
| 212030 – | 2005 CG30           | 1 februarie 2005  | Kitt Peak          | Spacewatch          |
| 212031 – | 2005 CH36           | 3 februarie 2005  | Socorro            | LINEAR              |
| 212032 – | 2005 CL36           | 3 februarie 2005  | Socorro            | LINEAR              |
| 212033 – | 2005 CY36           | 1 februarie 2005  | Catalina           | CSS                 |
| 212034 – | 2005 CC38           | 7 februarie 2005  | Altschwendt        | Altschwendt         |
| 212035 – | 2005 CU45           | 2 februarie 2005  | Kitt Peak          | Spacewatch          |
| 212036 – | 2005 CZ50           | 2 februarie 2005  | Socorro            | LINEAR              |
| 212037 – | 2005 CF51           | 2 februarie 2005  | Catalina           | CSS                 |
| 212038 – | 2005 CW52           | 3 februarie 2005  | Socorro            | LINEAR              |
| 212039 – | 2005 CZ52           | 3 februarie 2005  | Socorro            | LINEAR              |
| 212040 – | 2005 CH53           | 3 februarie 2005  | Socorro            | LINEAR              |
| 212041 – | 2005 CZ56           | 2 februarie 2005  | Socorro            | LINEAR              |
| 212042 – | 2005 CJ58           | 2 februarie 2005  | Catalina           | CSS                 |
| 212043 – | 2005 CW63           | 9 februarie 2005  | Anderson Mesa      | LONEOS              |
| 212044 – | 2005 CC65           | 9 februarie 2005  | Mount Lemmon       | Mount Lemmon Survey |
| 212045 – | 2005 CL65           | 9 februarie 2005  | Kitt Peak          | Spacewatch          |
| 212046 – | 2005 CP67           | 1 februarie 2005  | Palomar            | NEAT                |
| 212047 – | 2005 CT75           | 2 februarie 2005  | Socorro            | LINEAR              |
| 212048 – | 2005 CE76           | 2 februarie 2005  | Kitt Peak          | Spacewatch          |
| 212049 – | 2005 CD79           | 1 februarie 2005  | Palomar            | NEAT                |
| 212050 – | 2005 EM8            | 1 martie 2005     | Kitt Peak          | Spacewatch          |
| 212051 – | 2005 EP11           | 2 martie 2005     | Catalina           | CSS                 |
| 212052 – | 2005 EG20           | 3 martie 2005     | Catalina           | CSS                 |
| 212053 – | 2005 EP20           | 3 martie 2005     | Catalina           | CSS                 |
| 212054 – | 2005 EC21           | 3 martie 2005     | Catalina           | CSS                 |
| 212055 – | 2005 ES22           | 3 martie 2005     | Catalina           | CSS                 |
| 212056 – | 2005 EA23           | 3 martie 2005     | Catalina           | CSS                 |
| 212057 – | 2005 EH25           | 3 martie 2005     | Catalina           | CSS                 |
| 212058 – | 2005 EH30           | 4 martie 2005     | RAS                | A. Lowe             |
| 212059 – | 2005 ER31           | 3 martie 2005     | Kitt Peak          | Spacewatch          |
| 212060 – | 2005 EC32           | 3 martie 2005     | Catalina           | CSS                 |
| 212061 – | 2005 EJ32           | 3 martie 2005     | Catalina           | CSS                 |
| 212062 – | 2005 EQ32           | 3 martie 2005     | Catalina           | CSS                 |
| 212063 – | 2005 EB33           | 4 martie 2005     | Catalina           | CSS                 |
| 212064 – | 2005 EZ35           | 4 martie 2005     | Catalina           | CSS                 |
| 212065 – | 2005 ER36           | 4 martie 2005     | Socorro            | LINEAR              |
| 212066 – | 2005 EQ39           | 1 martie 2005     | Kitt Peak          | Spacewatch          |
| 212067 – | 2005 ER40           | 1 martie 2005     | Kitt Peak          | Spacewatch          |
| 212068 – | 2005 EW43           | 3 martie 2005     | Catalina           | CSS                 |
| 212069 – | 2005 EV49           | 3 martie 2005     | Catalina           | CSS                 |
| 212070 – | 2005 EP53           | 4 martie 2005     | Kitt Peak          | Spacewatch          |
| 212071 – | 2005 ED56           | 4 martie 2005     | Kitt Peak          | Spacewatch          |
| 212072 – | 2005 EL58           | 4 martie 2005     | Kitt Peak          | Spacewatch          |
| 212073 – | 2005 EF65           | 4 martie 2005     | Mount Lemmon       | Mount Lemmon Survey |
| 212074 – | 2005 EG65           | 4 martie 2005     | Mount Lemmon       | Mount Lemmon Survey |
| 212075 – | 2005 EK71           | 2 martie 2005     | Catalina           | CSS                 |
| 212076 – | 2005 EQ75           | 3 martie 2005     | Kitt Peak          | Spacewatch          |
| 212077 – | 2005 EB76           | 3 martie 2005     | Kitt Peak          | Spacewatch          |
| 212078 – | 2005 EL79           | 3 martie 2005     | Catalina           | CSS                 |
| 212079 – | 2005 EX82           | 4 martie 2005     | Kitt Peak          | Spacewatch          |
| 212080 – | 2005 EJ84           | 4 martie 2005     | Socorro            | LINEAR              |
| 212081 – | 2005 EM96           | 3 martie 2005     | Catalina           | CSS                 |
| 212082 – | 2005 EA97           | 3 martie 2005     | Catalina           | CSS                 |
| 212083 – | 2005 ES101          | 3 martie 2005     | Kitt Peak          | Spacewatch          |
| 212084 – | 2005 EE114          | 4 martie 2005     | Mount Lemmon       | Mount Lemmon Survey |
| 212085 – | 2005 EZ114          | 4 martie 2005     | Kitt Peak          | Spacewatch          |
| 212086 – | 2005 ED115          | 4 martie 2005     | Mount Lemmon       | Mount Lemmon Survey |
| 212087 – | 2005 EO119          | 7 martie 2005     | Socorro            | LINEAR              |
| 212088 – | 2005 EY121          | 8 martie 2005     | Socorro            | LINEAR              |
| 212089 – | 2005 EA124          | 8 martie 2005     | Anderson Mesa      | LONEOS              |
| 212090 – | 2005 EK124          | 8 martie 2005     | Anderson Mesa      | LONEOS              |
| 212091 – | 2005 EP125          | 8 martie 2005     | Mount Lemmon       | Mount Lemmon Survey |
| 212092 – | 2005 EQ126          | 8 martie 2005     | Mount Lemmon       | Mount Lemmon Survey |
| 212093 – | 2005 EM129          | 9 martie 2005     | Mount Lemmon       | Mount Lemmon Survey |
| 212094 – | 2005 ER136          | 9 martie 2005     | Socorro            | LINEAR              |
| 212095 – | 2005 EY137          | 9 martie 2005     | Mount Lemmon       | Mount Lemmon Survey |
| 212096 – | 2005 EH138          | 9 martie 2005     | Socorro            | LINEAR              |
| 212097 – | 2005 EY138          | 9 martie 2005     | Mount Lemmon       | Mount Lemmon Survey |
| 212098 – | 2005 EL139          | 9 martie 2005     | Mount Lemmon       | Mount Lemmon Survey |
| 212099 – | 2005 EX139          | 9 martie 2005     | Kitt Peak          | Spacewatch          |
| 212100 – | 2005 EX151          | 10 martie 2005    | Kitt Peak          | Spacewatch          |

## 212101–212200
| Denumire                | Denumire provizorie | Data descoperirii | Locul descoperirii   | Descoperitor(i)     |
| ----------------------- | ------------------- | ----------------- | -------------------- | ------------------- |
| 212101 –                | 2005 ET153          | 9 martie 2005     | Catalina             | CSS                 |
| 212102 –                | 2005 EH154          | 8 martie 2005     | Mount Lemmon         | Mount Lemmon Survey |
| 212103 –                | 2005 EP154          | 8 martie 2005     | Mount Lemmon         | Mount Lemmon Survey |
| 212104 –                | 2005 EH156          | 9 martie 2005     | Catalina             | CSS                 |
| 212105 –                | 2005 EV159          | 9 martie 2005     | Mount Lemmon         | Mount Lemmon Survey |
| 212106 –                | 2005 EE161          | 9 martie 2005     | Mount Lemmon         | Mount Lemmon Survey |
| 212107 –                | 2005 ET161          | 9 martie 2005     | Mount Lemmon         | Mount Lemmon Survey |
| 212108 –                | 2005 EV169          | 12 martie 2005    | Socorro              | LINEAR              |
| 212109 –                | 2005 EY170          | 7 martie 2005     | Socorro              | LINEAR              |
| 212110 –                | 2005 EM173          | 8 martie 2005     | Anderson Mesa        | LONEOS              |
| 212111 –                | 2005 EE174          | 8 martie 2005     | Kitt Peak            | Spacewatch          |
| 212112 –                | 2005 ES176          | 8 martie 2005     | Socorro              | LINEAR              |
| 212113 –                | 2005 EN177          | 8 martie 2005     | Mount Lemmon         | Mount Lemmon Survey |
| 212114 –                | 2005 EW179          | 9 martie 2005     | Kitt Peak            | Spacewatch          |
| 212115 –                | 2005 EP184          | 9 martie 2005     | Kitt Peak            | Spacewatch          |
| 212116 –                | 2005 ER184          | 9 martie 2005     | Kitt Peak            | Spacewatch          |
| 212117 –                | 2005 EQ189          | 11 martie 2005    | Kitt Peak            | Spacewatch          |
| 212118 –                | 2005 EG190          | 11 martie 2005    | Mount Lemmon         | Mount Lemmon Survey |
| 212119 –                | 2005 EC191          | 11 martie 2005    | Mount Lemmon         | Mount Lemmon Survey |
| 212120 –                | 2005 EG193          | 11 martie 2005    | Mount Lemmon         | Mount Lemmon Survey |
| 212121 –                | 2005 EP195          | 11 martie 2005    | Mount Lemmon         | Mount Lemmon Survey |
| 212122 –                | 2005 EK197          | 11 martie 2005    | Socorro              | LINEAR              |
| 212123 –                | 2005 EB198          | 11 martie 2005    | Mount Lemmon         | Mount Lemmon Survey |
| 212124 –                | 2005 EW209          | 4 martie 2005     | Kitt Peak            | Spacewatch          |
| 212125 –                | 2005 ED211          | 4 martie 2005     | Catalina             | CSS                 |
| 212126 –                | 2005 EJ217          | 9 martie 2005     | Anderson Mesa        | LONEOS              |
| 212127 –                | 2005 EF218          | 9 martie 2005     | Mount Lemmon         | Mount Lemmon Survey |
| 212128 –                | 2005 EL218          | 10 martie 2005    | Catalina             | CSS                 |
| 212129 –                | 2005 ED219          | 10 martie 2005    | Mount Lemmon         | Mount Lemmon Survey |
| 212130 –                | 2005 ET222          | 8 martie 2005     | Socorro              | LINEAR              |
| 212131 –                | 2005 EP225          | 9 martie 2005     | Catalina             | CSS                 |
| 212132 –                | 2005 EV230          | 10 martie 2005    | Mount Lemmon         | Mount Lemmon Survey |
| 212133 –                | 2005 EY230          | 10 martie 2005    | Catalina             | CSS                 |
| 212134 –                | 2005 EN237          | 11 martie 2005    | Kitt Peak            | Spacewatch          |
| 212135 –                | 2005 ED241          | 11 martie 2005    | Catalina             | CSS                 |
| 212136 –                | 2005 EQ241          | 11 martie 2005    | Catalina             | CSS                 |
| 212137 –                | 2005 EF251          | 10 martie 2005    | Catalina             | CSS                 |
| 212138 –                | 2005 EJ251          | 10 martie 2005    | Anderson Mesa        | LONEOS              |
| 212139 –                | 2005 EF253          | 10 martie 2005    | Catalina             | CSS                 |
| 212140 –                | 2005 EM260          | 11 martie 2005    | Kitt Peak            | Spacewatch          |
| 212141 –                | 2005 ER276          | 8 martie 2005     | Mount Lemmon         | Mount Lemmon Survey |
| 212142 –                | 2005 EN277          | 9 martie 2005     | Catalina             | CSS                 |
| 212143 –                | 2005 EM278          | 9 martie 2005     | Mount Lemmon         | Mount Lemmon Survey |
| 212144 –                | 2005 EE279          | 9 martie 2005     | Mount Lemmon         | Mount Lemmon Survey |
| 212145 –                | 2005 EM280          | 10 martie 2005    | Catalina             | CSS                 |
| 212146 –                | 2005 ES280          | 10 martie 2005    | Anderson Mesa        | LONEOS              |
| 212147 –                | 2005 EX280          | 10 martie 2005    | Anderson Mesa        | LONEOS              |
| 212148 –                | 2005 EN288          | 8 martie 2005     | Mount Lemmon         | Mount Lemmon Survey |
| 212149 –                | 2005 EB293          | 10 martie 2005    | Catalina             | CSS                 |
| 212150 –                | 2005 EP310          | 10 martie 2005    | Mount Lemmon         | Mount Lemmon Survey |
| 212151 –                | 2005 EP312          | 10 martie 2005    | Kitt Peak            | M. W. Buie          |
| 212152 –                | 2005 EA314          | 10 martie 2005    | Kitt Peak            | M. W. Buie          |
| 212153 –                | 2005 EV317          | 12 martie 2005    | Kitt Peak            | M. W. Buie          |
| 212154 –                | 2005 EK325          | 8 martie 2005     | Mount Lemmon         | Mount Lemmon Survey |
| 212155 –                | 2005 FY3            | 16 martie 2005    | Catalina             | CSS                 |
| 212156 –                | 2005 FB8            | 30 martie 2005    | Catalina             | CSS                 |
| 212157 –                | 2005 GF5            | 1 aprilie 2005    | Kitt Peak            | Spacewatch          |
| 212158 –                | 2005 GL5            | 1 aprilie 2005    | Kitt Peak            | Spacewatch          |
| 212159 –                | 2005 GV6            | 1 aprilie 2005    | Kitt Peak            | Spacewatch          |
| 212160 –                | 2005 GF12           | 1 aprilie 2005    | Anderson Mesa        | LONEOS              |
| 212161 –                | 2005 GW12           | 1 aprilie 2005    | Anderson Mesa        | LONEOS              |
| 212162 –                | 2005 GK13           | 1 aprilie 2005    | Anderson Mesa        | LONEOS              |
| 212163 –                | 2005 GL13           | 1 aprilie 2005    | Anderson Mesa        | LONEOS              |
| 212164 –                | 2005 GO13           | 1 aprilie 2005    | Anderson Mesa        | LONEOS              |
| 212165 –                | 2005 GH27           | 3 aprilie 2005    | Palomar              | NEAT                |
| 212166 –                | 2005 GY27           | 3 aprilie 2005    | Palomar              | NEAT                |
| 212167 –                | 2005 GR41           | 5 aprilie 2005    | Mount Lemmon         | Mount Lemmon Survey |
| 212168 –                | 2005 GO48           | 5 aprilie 2005    | Mount Lemmon         | Mount Lemmon Survey |
| 212169 –                | 2005 GL50           | 5 aprilie 2005    | Kitt Peak            | Spacewatch          |
| 212170 –                | 2005 GR50           | 7 aprilie 2005    | RAS                  | A. Lowe             |
| 212171 –                | 2005 GT50           | 1 aprilie 2005    | Kitt Peak            | Spacewatch          |
| 212172 –                | 2005 GQ52           | 2 aprilie 2005    | Mount Lemmon         | Mount Lemmon Survey |
| 212173 –                | 2005 GQ53           | 4 aprilie 2005    | Socorro              | LINEAR              |
| 212174 –                | 2005 GD54           | 5 aprilie 2005    | Anderson Mesa        | LONEOS              |
| 212175 –                | 2005 GB60           | 4 aprilie 2005    | Catalina             | CSS                 |
| 212176 Fabriziospaziani | 2005 GV60           | 8 aprilie 2005    | San Pedro de Atacama | CAOS                |
| 212177 –                | 2005 GT74           | 5 aprilie 2005    | Palomar              | NEAT                |
| 212178 –                | 2005 GD76           | 5 aprilie 2005    | Catalina             | CSS                 |
| 212179 –                | 2005 GE76           | 5 aprilie 2005    | Catalina             | CSS                 |
| 212180 –                | 2005 GJ76           | 5 aprilie 2005    | Catalina             | CSS                 |
| 212181 –                | 2005 GH79           | 6 aprilie 2005    | Catalina             | CSS                 |
| 212182 –                | 2005 GV79           | 6 aprilie 2005    | Mount Lemmon         | Mount Lemmon Survey |
| 212183 –                | 2005 GX80           | 7 aprilie 2005    | Kitt Peak            | Spacewatch          |
| 212184 –                | 2005 GX84           | 4 aprilie 2005    | Kitt Peak            | Spacewatch          |
| 212185 –                | 2005 GL86           | 4 aprilie 2005    | Socorro              | LINEAR              |
| 212186 –                | 2005 GL92           | 6 aprilie 2005    | Kitt Peak            | Spacewatch          |
| 212187 –                | 2005 GT94           | 6 aprilie 2005    | Kitt Peak            | Spacewatch          |
| 212188 –                | 2005 GX94           | 6 aprilie 2005    | Kitt Peak            | Spacewatch          |
| 212189 –                | 2005 GY97           | 7 aprilie 2005    | Mount Lemmon         | Mount Lemmon Survey |
| 212190 –                | 2005 GT100          | 9 aprilie 2005    | Kitt Peak            | Spacewatch          |
| 212191 –                | 2005 GL101          | 9 aprilie 2005    | Kitt Peak            | Spacewatch          |
| 212192 –                | 2005 GL102          | 9 aprilie 2005    | Kitt Peak            | Spacewatch          |
| 212193 –                | 2005 GF103          | 9 aprilie 2005    | Socorro              | LINEAR              |
| 212194 –                | 2005 GK105          | 10 aprilie 2005   | Kitt Peak            | Spacewatch          |
| 212195 –                | 2005 GV105          | 10 aprilie 2005   | Kitt Peak            | Spacewatch          |
| 212196 –                | 2005 GR117          | 11 aprilie 2005   | Mount Lemmon         | Mount Lemmon Survey |
| 212197 –                | 2005 GX124          | 10 aprilie 2005   | Mount Lemmon         | Mount Lemmon Survey |
| 212198 –                | 2005 GA128          | 9 aprilie 2005    | Socorro              | LINEAR              |
| 212199 –                | 2005 GW129          | 7 aprilie 2005    | Kitt Peak            | Spacewatch          |
| 212200 –                | 2005 GQ132          | 10 aprilie 2005   | Kitt Peak            | Spacewatch          |

## 212201–212300
| Denumire | Denumire provizorie | Data descoperirii | Locul descoperirii | Descoperitor(i)     |
| -------- | ------------------- | ----------------- | ------------------ | ------------------- |
| 212201 – | 2005 GR134          | 10 aprilie 2005   | Mount Lemmon       | Mount Lemmon Survey |
| 212202 – | 2005 GX137          | 11 aprilie 2005   | Mount Lemmon       | Mount Lemmon Survey |
| 212203 – | 2005 GU145          | 11 aprilie 2005   | Kitt Peak          | Spacewatch          |
| 212204 – | 2005 GZ151          | 12 aprilie 2005   | Kitt Peak          | Spacewatch          |
| 212205 – | 2005 GM152          | 12 aprilie 2005   | Mount Lemmon       | Mount Lemmon Survey |
| 212206 – | 2005 GQ152          | 12 aprilie 2005   | Kitt Peak          | Spacewatch          |
| 212207 – | 2005 GD153          | 13 aprilie 2005   | Anderson Mesa      | LONEOS              |
| 212208 – | 2005 GN158          | 12 aprilie 2005   | Kitt Peak          | Spacewatch          |
| 212209 – | 2005 GJ162          | 15 aprilie 2005   | Catalina           | CSS                 |
| 212210 – | 2005 GT162          | 11 aprilie 2005   | Mount Lemmon       | Mount Lemmon Survey |
| 212211 – | 2005 GO167          | 11 aprilie 2005   | Mount Lemmon       | Mount Lemmon Survey |
| 212212 – | 2005 GP167          | 11 aprilie 2005   | Mount Lemmon       | Mount Lemmon Survey |
| 212213 – | 2005 GZ172          | 14 aprilie 2005   | Kitt Peak          | Spacewatch          |
| 212214 – | 2005 GN182          | 1 aprilie 2005    | Kitt Peak          | Spacewatch          |
| 212215 – | 2005 GH197          | 10 aprilie 2005   | Kitt Peak          | M. W. Buie          |
| 212216 – | 2005 GP214          | 2 aprilie 2005    | Kitt Peak          | Spacewatch          |
| 212217 – | 2005 GL215          | 11 aprilie 2005   | Siding Spring      | SSS                 |
| 212218 – | 2005 GA224          | 11 aprilie 2005   | Mount Lemmon       | Mount Lemmon Survey |
| 212219 – | 2005 HC             | 16 aprilie 2005   | Jarnac             | Jarnac              |
| 212220 – | 2005 HV3            | 28 aprilie 2005   | RAS                | A. Lowe             |
| 212221 – | 2005 JU9            | 4 mai 2005        | Mauna Kea          | C. Veillet          |
| 212222 – | 2005 JF13           | 4 mai 2005        | Mauna Kea          | C. Veillet          |
| 212223 – | 2005 JZ13           | 1 mai 2005        | Palomar            | NEAT                |
| 212224 – | 2005 JO14           | 1 mai 2005        | Palomar            | NEAT                |
| 212225 – | 2005 JR14           | 1 mai 2005        | Kitt Peak          | Spacewatch          |
| 212226 – | 2005 JL17           | 4 mai 2005        | Catalina           | CSS                 |
| 212227 – | 2005 JJ19           | 4 mai 2005        | Kitt Peak          | Spacewatch          |
| 212228 – | 2005 JS19           | 4 mai 2005        | Catalina           | CSS                 |
| 212229 – | 2005 JV21           | 6 mai 2005        | Catalina           | CSS                 |
| 212230 – | 2005 JW25           | 3 mai 2005        | Kitt Peak          | Spacewatch          |
| 212231 – | 2005 JM27           | 3 mai 2005        | Socorro            | LINEAR              |
| 212232 – | 2005 JO30           | 4 mai 2005        | Kitt Peak          | Spacewatch          |
| 212233 – | 2005 JR30           | 4 mai 2005        | Kitt Peak          | Spacewatch          |
| 212234 – | 2005 JP31           | 4 mai 2005        | Anderson Mesa      | LONEOS              |
| 212235 – | 2005 JY32           | 4 mai 2005        | Kitt Peak          | Spacewatch          |
| 212236 – | 2005 JB33           | 4 mai 2005        | Catalina           | CSS                 |
| 212237 – | 2005 JJ35           | 4 mai 2005        | Kitt Peak          | Spacewatch          |
| 212238 – | 2005 JD36           | 4 mai 2005        | Kitt Peak          | Spacewatch          |
| 212239 – | 2005 JW38           | 7 mai 2005        | Kitt Peak          | Spacewatch          |
| 212240 – | 2005 JW42           | 8 mai 2005        | Kitt Peak          | Spacewatch          |
| 212241 – | 2005 JN44           | 8 mai 2005        | Mount Lemmon       | Mount Lemmon Survey |
| 212242 – | 2005 JL49           | 4 mai 2005        | Kitt Peak          | Spacewatch          |
| 212243 – | 2005 JQ57           | 7 mai 2005        | Kitt Peak          | Spacewatch          |
| 212244 – | 2005 JU57           | 7 mai 2005        | Kitt Peak          | Spacewatch          |
| 212245 – | 2005 JS65           | 4 mai 2005        | Palomar            | NEAT                |
| 212246 – | 2005 JV65           | 4 mai 2005        | Palomar            | NEAT                |
| 212247 – | 2005 JS67           | 4 mai 2005        | Palomar            | NEAT                |
| 212248 – | 2005 JG68           | 6 mai 2005        | Socorro            | LINEAR              |
| 212249 – | 2005 JQ68           | 6 mai 2005        | Catalina           | CSS                 |
| 212250 – | 2005 JQ76           | 9 mai 2005        | Mount Lemmon       | Mount Lemmon Survey |
| 212251 – | 2005 JH83           | 8 mai 2005        | Kitt Peak          | Spacewatch          |
| 212252 – | 2005 JJ83           | 8 mai 2005        | Kitt Peak          | Spacewatch          |
| 212253 – | 2005 JQ88           | 10 mai 2005       | Mount Lemmon       | Mount Lemmon Survey |
| 212254 – | 2005 JZ88           | 11 mai 2005       | Kitt Peak          | Spacewatch          |
| 212255 – | 2005 JX91           | 11 mai 2005       | Palomar            | NEAT                |
| 212256 – | 2005 JH94           | 7 mai 2005        | Kitt Peak          | Spacewatch          |
| 212257 – | 2005 JS109          | 12 mai 2005       | Palomar            | NEAT                |
| 212258 – | 2005 JY109          | 8 mai 2005        | Kitt Peak          | Spacewatch          |
| 212259 – | 2005 JC111          | 8 mai 2005        | Kitt Peak          | Spacewatch          |
| 212260 – | 2005 JG111          | 8 mai 2005        | Socorro            | LINEAR              |
| 212261 – | 2005 JN113          | 10 mai 2005       | Kitt Peak          | Spacewatch          |
| 212262 – | 2005 JL115          | 10 mai 2005       | Kitt Peak          | Spacewatch          |
| 212263 – | 2005 JM117          | 10 mai 2005       | Kitt Peak          | Spacewatch          |
| 212264 – | 2005 JJ122          | 11 mai 2005       | Kitt Peak          | Spacewatch          |
| 212265 – | 2005 JA126          | 12 mai 2005       | Mount Lemmon       | Mount Lemmon Survey |
| 212266 – | 2005 JF128          | 12 mai 2005       | Socorro            | LINEAR              |
| 212267 – | 2005 JT131          | 13 mai 2005       | Kitt Peak          | Spacewatch          |
| 212268 – | 2005 JH132          | 13 mai 2005       | Siding Spring      | SSS                 |
| 212269 – | 2005 JQ136          | 12 mai 2005       | Kitt Peak          | Spacewatch          |
| 212270 – | 2005 JU136          | 12 mai 2005       | Kitt Peak          | Spacewatch          |
| 212271 – | 2005 JO140          | 14 mai 2005       | Socorro            | LINEAR              |
| 212272 – | 2005 JV143          | 15 mai 2005       | Mount Lemmon       | Mount Lemmon Survey |
| 212273 – | 2005 JR147          | 13 mai 2005       | Catalina           | CSS                 |
| 212274 – | 2005 JK148          | 15 mai 2005       | Palomar            | NEAT                |
| 212275 – | 2005 JY157          | 4 mai 2005        | Kitt Peak          | Spacewatch          |
| 212276 – | 2005 KO1            | 16 mai 2005       | Mount Lemmon       | Mount Lemmon Survey |
| 212277 – | 2005 KN5            | 16 mai 2005       | Kitt Peak          | Spacewatch          |
| 212278 – | 2005 KV8            | 21 mai 2005       | Mount Lemmon       | Mount Lemmon Survey |
| 212279 – | 2005 KF11           | 30 mai 2005       | Catalina           | CSS                 |
| 212280 – | 2005 LK1            | 1 iunie 2005      | Mount Lemmon       | Mount Lemmon Survey |
| 212281 – | 2005 LQ6            | 2 iunie 2005      | Socorro            | LINEAR              |
| 212282 – | 2005 LX8            | 1 iunie 2005      | Mount Lemmon       | Mount Lemmon Survey |
| 212283 – | 2005 LC21           | 5 iunie 2005      | Socorro            | LINEAR              |
| 212284 – | 2005 LX22           | 8 iunie 2005      | Kitt Peak          | Spacewatch          |
| 212285 – | 2005 LW28           | 10 iunie 2005     | Kitt Peak          | Spacewatch          |
| 212286 – | 2005 LX32           | 10 iunie 2005     | Kitt Peak          | Spacewatch          |
| 212287 – | 2005 LG38           | 11 iunie 2005     | Kitt Peak          | Spacewatch          |
| 212288 – | 2005 LE45           | 13 iunie 2005     | Kitt Peak          | Spacewatch          |
| 212289 – | 2005 MF3            | 23 iunie 2005     | Palomar            | NEAT                |
| 212290 – | 2005 MJ3            | 24 iunie 2005     | Palomar            | NEAT                |
| 212291 – | 2005 MC11           | 27 iunie 2005     | Kitt Peak          | Spacewatch          |
| 212292 – | 2005 MZ14           | 29 iunie 2005     | Palomar            | NEAT                |
| 212293 – | 2005 MG28           | 29 iunie 2005     | Kitt Peak          | Spacewatch          |
| 212294 – | 2005 MP36           | 30 iunie 2005     | Kitt Peak          | Spacewatch          |
| 212295 – | 2005 MT54           | 27 iunie 2005     | Kitt Peak          | Spacewatch          |
| 212296 – | 2005 NH5            | 3 iulie 2005      | Mount Lemmon       | Mount Lemmon Survey |
| 212297 – | 2005 NV22           | 3 iulie 2005      | Kitt Peak          | Spacewatch          |
| 212298 – | 2005 NN30           | 4 iulie 2005      | Kitt Peak          | Spacewatch          |
| 212299 – | 2005 NP35           | 5 iulie 2005      | Kitt Peak          | Spacewatch          |
| 212300 – | 2005 NB41           | 4 iulie 2005      | Kitt Peak          | Spacewatch          |

## 212301–212400
| Denumire | Denumire provizorie | Data descoperirii  | Locul descoperirii   | Descoperitor(i)     |
| -------- | ------------------- | ------------------ | -------------------- | ------------------- |
| 212301 – | 2005 NO52           | 10 iulie 2005      | Kitt Peak            | Spacewatch          |
| 212302 – | 2005 NX57           | 6 iulie 2005       | Kitt Peak            | Spacewatch          |
| 212303 – | 2005 NZ71           | 5 iulie 2005       | Palomar              | NEAT                |
| 212304 – | 2005 NR72           | 7 iulie 2005       | Kitt Peak            | Spacewatch          |
| 212305 – | 2005 NT78           | 12 iulie 2005      | Catalina             | CSS                 |
| 212306 – | 2005 OT4            | 28 iulie 2005      | Palomar              | NEAT                |
| 212307 – | 2005 OG6            | 28 iulie 2005      | Palomar              | NEAT                |
| 212308 – | 2005 OD7            | 28 iulie 2005      | Palomar              | NEAT                |
| 212309 – | 2005 OS11           | 29 iulie 2005      | Palomar              | NEAT                |
| 212310 – | 2005 QX6            | 24 august 2005     | Palomar              | NEAT                |
| 212311 – | 2005 QM20           | 26 august 2005     | Anderson Mesa        | LONEOS              |
| 212312 – | 2005 QY26           | 27 august 2005     | Kitt Peak            | Spacewatch          |
| 212313 – | 2005 QZ34           | 25 august 2005     | Palomar              | NEAT                |
| 212314 – | 2005 QU42           | 26 august 2005     | Anderson Mesa        | LONEOS              |
| 212315 – | 2005 QZ55           | 28 august 2005     | Kitt Peak            | Spacewatch          |
| 212316 – | 2005 QP60           | 26 august 2005     | Anderson Mesa        | LONEOS              |
| 212317 – | 2005 QA62           | 26 august 2005     | Palomar              | NEAT                |
| 212318 – | 2005 QV70           | 29 august 2005     | Socorro              | LINEAR              |
| 212319 – | 2005 QZ71           | 29 august 2005     | Anderson Mesa        | LONEOS              |
| 212320 – | 2005 QG108          | 27 august 2005     | Palomar              | NEAT                |
| 212321 – | 2005 QQ126          | 28 august 2005     | Kitt Peak            | Spacewatch          |
| 212322 – | 2005 QM146          | 28 august 2005     | Siding Spring        | SSS                 |
| 212323 – | 2005 QG157          | 30 august 2005     | Palomar              | NEAT                |
| 212324 – | 2005 RH16           | 1 septembrie 2005  | Kitt Peak            | Spacewatch          |
| 212325 – | 2005 SB22           | 23 septembrie 2005 | Kitt Peak            | Spacewatch          |
| 212326 – | 2005 SU26           | 23 septembrie 2005 | Kitt Peak            | Spacewatch          |
| 212327 – | 2005 SX54           | 25 septembrie 2005 | Kitt Peak            | Spacewatch          |
| 212328 – | 2005 SD59           | 26 septembrie 2005 | Kitt Peak            | Spacewatch          |
| 212329 – | 2005 SR72           | 23 septembrie 2005 | Catalina             | CSS                 |
| 212330 – | 2005 SM90           | 24 septembrie 2005 | Kitt Peak            | Spacewatch          |
| 212331 – | 2005 SK122          | 29 septembrie 2005 | Kitt Peak            | Spacewatch          |
| 212332 – | 2005 SC152          | 25 septembrie 2005 | Kitt Peak            | Spacewatch          |
| 212333 – | 2005 SF191          | 29 septembrie 2005 | Palomar              | NEAT                |
| 212334 – | 2005 SL204          | 30 septembrie 2005 | Mount Lemmon         | Mount Lemmon Survey |
| 212335 – | 2005 SB212          | 30 septembrie 2005 | Mount Lemmon         | Mount Lemmon Survey |
| 212336 – | 2005 SZ227          | 30 septembrie 2005 | Kitt Peak            | Spacewatch          |
| 212337 – | 2005 SD273          | 30 septembrie 2005 | Mount Lemmon         | Mount Lemmon Survey |
| 212338 – | 2005 SH278          | 23 septembrie 2005 | Kitt Peak            | Spacewatch          |
| 212339 – | 2005 SL280          | 25 septembrie 2005 | Kitt Peak            | Spacewatch          |
| 212340 – | 2005 TN5            | 1 octombrie 2005   | Catalina             | CSS                 |
| 212341 – | 2005 TX90           | 6 octombrie 2005   | Mount Lemmon         | Mount Lemmon Survey |
| 212342 – | 2005 TY120          | 7 octombrie 2005   | Kitt Peak            | Spacewatch          |
| 212343 – | 2005 TV135          | 6 octombrie 2005   | Kitt Peak            | Spacewatch          |
| 212344 – | 2005 UJ13           | 22 octombrie 2005  | Kitt Peak            | Spacewatch          |
| 212345 – | 2005 UW13           | 22 octombrie 2005  | Kitt Peak            | Spacewatch          |
| 212346 – | 2005 UY68           | 23 octombrie 2005  | Palomar              | NEAT                |
| 212347 – | 2005 UX121          | 24 octombrie 2005  | Kitt Peak            | Spacewatch          |
| 212348 – | 2005 UK123          | 24 octombrie 2005  | Kitt Peak            | Spacewatch          |
| 212349 – | 2005 UM169          | 24 octombrie 2005  | Kitt Peak            | Spacewatch          |
| 212350 – | 2005 VU43           | 3 noiembrie 2005   | Kitt Peak            | Spacewatch          |
| 212351 – | 2005 XE12           | 1 decembrie 2005   | Mount Lemmon         | Mount Lemmon Survey |
| 212352 – | 2005 YC33           | 22 decembrie 2005  | Catalina             | CSS                 |
| 212353 – | 2005 YG172          | 22 decembrie 2005  | Catalina             | CSS                 |
| 212354 – | 2006 BQ101          | 23 ianuarie 2006   | Mount Lemmon         | Mount Lemmon Survey |
| 212355 – | 2006 DT37           | 20 februarie 2006  | Mount Lemmon         | Mount Lemmon Survey |
| 212356 – | 2006 DC87           | 24 februarie 2006  | Kitt Peak            | Spacewatch          |
| 212357 – | 2006 DJ116          | 27 februarie 2006  | Kitt Peak            | Spacewatch          |
| 212358 – | 2006 DP150          | 25 februarie 2006  | Kitt Peak            | Spacewatch          |
| 212359 – | 2006 EV52           | 2 martie 2006      | Kitt Peak            | Spacewatch          |
| 212360 – | 2006 FD6            | 23 martie 2006     | Catalina             | CSS                 |
| 212361 – | 2006 FQ24           | 24 martie 2006     | Kitt Peak            | Spacewatch          |
| 212362 – | 2006 FS41           | 26 martie 2006     | Mount Lemmon         | Mount Lemmon Survey |
| 212363 – | 2006 GK12           | 2 aprilie 2006     | Kitt Peak            | Spacewatch          |
| 212364 – | 2006 GC23           | 2 aprilie 2006     | Kitt Peak            | Spacewatch          |
| 212365 – | 2006 GF25           | 2 aprilie 2006     | Kitt Peak            | Spacewatch          |
| 212366 – | 2006 GQ31           | 2 aprilie 2006     | Kitt Peak            | Spacewatch          |
| 212367 – | 2006 GC35           | 7 aprilie 2006     | Kitt Peak            | Spacewatch          |
| 212368 – | 2006 GK37           | 2 aprilie 2006     | Catalina             | CSS                 |
| 212369 – | 2006 GD39           | 8 aprilie 2006     | Mount Lemmon         | Mount Lemmon Survey |
| 212370 – | 2006 GP40           | 6 aprilie 2006     | Catalina             | CSS                 |
| 212371 – | 2006 HE6            | 19 aprilie 2006    | Catalina             | CSS                 |
| 212372 – | 2006 HF15           | 19 aprilie 2006    | Palomar              | NEAT                |
| 212373 – | 2006 HL17           | 22 aprilie 2006    | Vallemare di Borbona | V. S. Casulli       |
| 212374 – | 2006 HG18           | 21 aprilie 2006    | Vicques              | M. Ory              |
| 212375 – | 2006 HE33           | 19 aprilie 2006    | Catalina             | CSS                 |
| 212376 – | 2006 HR35           | 19 aprilie 2006    | Catalina             | CSS                 |
| 212377 – | 2006 HO39           | 21 aprilie 2006    | Kitt Peak            | Spacewatch          |
| 212378 – | 2006 HW43           | 24 aprilie 2006    | Mount Lemmon         | Mount Lemmon Survey |
| 212379 – | 2006 HD55           | 21 aprilie 2006    | Catalina             | CSS                 |
| 212380 – | 2006 HQ55           | 24 aprilie 2006    | Socorro              | LINEAR              |
| 212381 – | 2006 HP59           | 24 aprilie 2006    | Anderson Mesa        | LONEOS              |
| 212382 – | 2006 HJ63           | 24 aprilie 2006    | Kitt Peak            | Spacewatch          |
| 212383 – | 2006 HQ77           | 25 aprilie 2006    | Palomar              | NEAT                |
| 212384 – | 2006 HK82           | 26 aprilie 2006    | Kitt Peak            | Spacewatch          |
| 212385 – | 2006 HL84           | 26 aprilie 2006    | Kitt Peak            | Spacewatch          |
| 212386 – | 2006 HP86           | 27 aprilie 2006    | Socorro              | LINEAR              |
| 212387 – | 2006 HM88           | 30 aprilie 2006    | Kitt Peak            | Spacewatch          |
| 212388 – | 2006 HP100          | 30 aprilie 2006    | Catalina             | CSS                 |
| 212389 – | 2006 HU108          | 30 aprilie 2006    | Catalina             | CSS                 |
| 212390 – | 2006 HD111          | 21 aprilie 2006    | Catalina             | CSS                 |
| 212391 – | 2006 HG111          | 26 aprilie 2006    | Socorro              | LINEAR              |
| 212392 – | 2006 HE140          | 26 aprilie 2006    | Cerro Tololo         | M. W. Buie          |
| 212393 – | 2006 HE153          | 26 aprilie 2006    | Mount Lemmon         | Mount Lemmon Survey |
| 212394 – | 2006 JD7            | 1 mai 2006         | Kitt Peak            | Spacewatch          |
| 212395 – | 2006 JL12           | 1 mai 2006         | Kitt Peak            | Spacewatch          |
| 212396 – | 2006 JN19           | 2 mai 2006         | Mount Lemmon         | Mount Lemmon Survey |
| 212397 – | 2006 JZ23           | 3 mai 2006         | Mount Lemmon         | Mount Lemmon Survey |
| 212398 – | 2006 JF27           | 1 mai 2006         | Kitt Peak            | Spacewatch          |
| 212399 – | 2006 JH38           | 6 mai 2006         | Mount Lemmon         | Mount Lemmon Survey |
| 212400 – | 2006 JZ38           | 6 mai 2006         | Mount Lemmon         | Mount Lemmon Survey |

## 212401–212500
| Denumire        | Denumire provizorie | Data descoperirii | Locul descoperirii   | Descoperitor(i)       |
| --------------- | ------------------- | ----------------- | -------------------- | --------------------- |
| 212401 –        | 2006 JW42           | 2 mai 2006        | Mount Lemmon         | Mount Lemmon Survey   |
| 212402 –        | 2006 JN48           | 8 mai 2006        | Kitt Peak            | Spacewatch            |
| 212403 –        | 2006 JQ60           | 1 mai 2006        | Kitt Peak            | M. W. Buie            |
| 212404 –        | 2006 KO1            | 20 mai 2006       | Reedy Creek          | J. Broughton          |
| 212405 –        | 2006 KM8            | 19 mai 2006       | Mount Lemmon         | Mount Lemmon Survey   |
| 212406 –        | 2006 KJ23           | 23 mai 2006       | Reedy Creek          | J. Broughton          |
| 212407 –        | 2006 KE27           | 20 mai 2006       | Mount Lemmon         | Mount Lemmon Survey   |
| 212408 –        | 2006 KV27           | 20 mai 2006       | Kitt Peak            | Spacewatch            |
| 212409 –        | 2006 KZ36           | 21 mai 2006       | Kitt Peak            | Spacewatch            |
| 212410 –        | 2006 KG39           | 18 mai 2006       | Palomar              | NEAT                  |
| 212411 –        | 2006 KO42           | 20 mai 2006       | Mount Lemmon         | Mount Lemmon Survey   |
| 212412 –        | 2006 KN56           | 22 mai 2006       | Kitt Peak            | Spacewatch            |
| 212413 –        | 2006 KW58           | 22 mai 2006       | Kitt Peak            | Spacewatch            |
| 212414 –        | 2006 KB69           | 20 mai 2006       | Siding Spring        | SSS                   |
| 212415 –        | 2006 KP97           | 26 mai 2006       | Catalina             | CSS                   |
| 212416 –        | 2006 KV100          | 24 mai 2006       | Palomar              | NEAT                  |
| 212417 –        | 2006 KJ103          | 28 mai 2006       | Siding Spring        | SSS                   |
| 212418 –        | 2006 KD113          | 18 mai 2006       | Palomar              | NEAT                  |
| 212419 –        | 2006 KK113          | 20 mai 2006       | Catalina             | CSS                   |
| 212420 –        | 2006 KD116          | 29 mai 2006       | Kitt Peak            | Spacewatch            |
| 212421 –        | 2006 KV120          | 19 mai 2006       | Catalina             | CSS                   |
| 212422 –        | 2006 LG7            | 11 iunie 2006     | Palomar              | NEAT                  |
| 212423 –        | 2006 MT1            | 18 iunie 2006     | Kitt Peak            | Spacewatch            |
| 212424 –        | 2006 MA9            | 19 iunie 2006     | Mount Lemmon         | Mount Lemmon Survey   |
| 212425 –        | 2006 MQ13           | 20 iunie 2006     | Hibiscus             | S. F. Hönig           |
| 212426 –        | 2006 OB             | 16 iulie 2006     | Hibiscus             | N. Teamo, S. F. Hönig |
| 212427 –        | 2006 OL             | 17 iulie 2006     | RAS                  | RAS                   |
| 212428 –        | 2006 OX1            | 18 iulie 2006     | Reedy Creek          | J. Broughton          |
| 212429 –        | 2006 OF4            | 21 iulie 2006     | Mount Lemmon         | Mount Lemmon Survey   |
| 212430 –        | 2006 OV7            | 19 iulie 2006     | Palomar              | NEAT                  |
| 212431 –        | 2006 OO11           | 20 iulie 2006     | Palomar              | NEAT                  |
| 212432 –        | 2006 OX12           | 20 iulie 2006     | Palomar              | NEAT                  |
| 212433 –        | 2006 OP15           | 26 iulie 2006     | Siding Spring        | SSS                   |
| 212434 –        | 2006 OA16           | 29 iulie 2006     | Reedy Creek          | J. Broughton          |
| 212435 –        | 2006 OJ16           | 18 iulie 2006     | Mount Lemmon         | Mount Lemmon Survey   |
| 212436 –        | 2006 OA20           | 31 iulie 2006     | Siding Spring        | SSS                   |
| 212437 –        | 2006 PA13           | 14 august 2006    | Siding Spring        | SSS                   |
| 212438 –        | 2006 PP13           | 14 august 2006    | Siding Spring        | SSS                   |
| 212439 –        | 2006 PN15           | 15 august 2006    | Palomar              | NEAT                  |
| 212440 –        | 2006 PH19           | 13 august 2006    | Palomar              | NEAT                  |
| 212441 –        | 2006 PU19           | 13 august 2006    | Palomar              | NEAT                  |
| 212442 –        | 2006 PQ23           | 12 august 2006    | Palomar              | NEAT                  |
| 212443 –        | 2006 PA24           | 12 august 2006    | Palomar              | NEAT                  |
| 212444 –        | 2006 PD24           | 12 august 2006    | Palomar              | NEAT                  |
| 212445 –        | 2006 PQ34           | 11 august 2006    | Palomar              | NEAT                  |
| 212446 –        | 2006 PL39           | 14 august 2006    | Palomar              | NEAT                  |
| 212447 –        | 2006 PU39           | 14 august 2006    | Palomar              | NEAT                  |
| 212448 –        | 2006 PT41           | 14 august 2006    | Palomar              | NEAT                  |
| 212449 –        | 2006 PQ42           | 14 august 2006    | Siding Spring        | SSS                   |
| 212450 –        | 2006 QO             | 16 august 2006    | Reedy Creek          | J. Broughton          |
| 212451 –        | 2006 QV15           | 17 august 2006    | Palomar              | NEAT                  |
| 212452 –        | 2006 QJ18           | 17 august 2006    | Palomar              | NEAT                  |
| 212453 –        | 2006 QL19           | 17 august 2006    | Palomar              | NEAT                  |
| 212454 –        | 2006 QZ19           | 18 august 2006    | Anderson Mesa        | LONEOS                |
| 212455 –        | 2006 QA20           | 18 august 2006    | Anderson Mesa        | LONEOS                |
| 212456 –        | 2006 QK20           | 18 august 2006    | Anderson Mesa        | LONEOS                |
| 212457 –        | 2006 QO22           | 19 august 2006    | Anderson Mesa        | LONEOS                |
| 212458 –        | 2006 QF24           | 17 august 2006    | Palomar              | NEAT                  |
| 212459 –        | 2006 QK26           | 19 august 2006    | Kitt Peak            | Spacewatch            |
| 212460 –        | 2006 QD28           | 20 august 2006    | Kitt Peak            | Spacewatch            |
| 212461 –        | 2006 QT29           | 17 august 2006    | Palomar              | NEAT                  |
| 212462 –        | 2006 QH30           | 20 august 2006    | Palomar              | NEAT                  |
| 212463 –        | 2006 QP32           | 21 august 2006    | Palomar              | NEAT                  |
| 212464 –        | 2006 QK34           | 19 august 2006    | Kitt Peak            | Spacewatch            |
| 212465 Goroshky | 2006 QD40           | 23 august 2006    | Andrushivka          | Andrushivka           |
| 212466 –        | 2006 QA41           | 17 august 2006    | Palomar              | NEAT                  |
| 212467 –        | 2006 QC42           | 17 august 2006    | Palomar              | NEAT                  |
| 212468 –        | 2006 QL43           | 18 august 2006    | Kitt Peak            | Spacewatch            |
| 212469 –        | 2006 QS44           | 19 august 2006    | Anderson Mesa        | LONEOS                |
| 212470 –        | 2006 QU44           | 19 august 2006    | Anderson Mesa        | LONEOS                |
| 212471 –        | 2006 QH47           | 20 august 2006    | Palomar              | NEAT                  |
| 212472 –        | 2006 QQ47           | 20 august 2006    | Palomar              | NEAT                  |
| 212473 –        | 2006 QR52           | 23 august 2006    | Palomar              | NEAT                  |
| 212474 –        | 2006 QW53           | 16 august 2006    | Siding Spring        | SSS                   |
| 212475 –        | 2006 QL62           | 22 august 2006    | Palomar              | NEAT                  |
| 212476 –        | 2006 QR65           | 27 august 2006    | Kitt Peak            | Spacewatch            |
| 212477 –        | 2006 QK71           | 21 august 2006    | Kitt Peak            | Spacewatch            |
| 212478 –        | 2006 QK72           | 21 august 2006    | Kitt Peak            | Spacewatch            |
| 212479 –        | 2006 QU78           | 23 august 2006    | Socorro              | LINEAR                |
| 212480 –        | 2006 QB79           | 23 august 2006    | Palomar              | NEAT                  |
| 212481 –        | 2006 QM81           | 24 august 2006    | Palomar              | NEAT                  |
| 212482 –        | 2006 QQ81           | 24 august 2006    | Palomar              | NEAT                  |
| 212483 –        | 2006 QF82           | 25 august 2006    | Pises                | Pises                 |
| 212484 –        | 2006 QC93           | 16 august 2006    | Palomar              | NEAT                  |
| 212485 –        | 2006 QS93           | 16 august 2006    | Palomar              | NEAT                  |
| 212486 –        | 2006 QE100          | 24 august 2006    | Socorro              | LINEAR                |
| 212487 –        | 2006 QM100          | 24 august 2006    | Palomar              | NEAT                  |
| 212488 –        | 2006 QG103          | 27 august 2006    | Kitt Peak            | Spacewatch            |
| 212489 –        | 2006 QL113          | 24 august 2006    | Socorro              | LINEAR                |
| 212490 –        | 2006 QL117          | 27 august 2006    | Anderson Mesa        | LONEOS                |
| 212491 –        | 2006 QW117          | 27 august 2006    | Anderson Mesa        | LONEOS                |
| 212492 –        | 2006 QH122          | 29 august 2006    | Catalina             | CSS                   |
| 212493 –        | 2006 QL139          | 17 august 2006    | Palomar              | NEAT                  |
| 212494 –        | 2006 QO139          | 17 august 2006    | Palomar              | NEAT                  |
| 212495 –        | 2006 QU141          | 18 august 2006    | Palomar              | NEAT                  |
| 212496 –        | 2006 QX144          | 29 august 2006    | Catalina             | CSS                   |
| 212497 –        | 2006 QV154          | 18 august 2006    | Palomar              | NEAT                  |
| 212498 –        | 2006 QS165          | 29 august 2006    | Catalina             | CSS                   |
| 212499 –        | 2006 QA168          | 30 august 2006    | Anderson Mesa        | LONEOS                |
| 212500 –        | 2006 RT             | 4 septembrie 2006 | Vallemare di Borbona | V. S. Casulli         |

## 212501–212600
| Denumire          | Denumire provizorie | Data descoperirii  | Locul descoperirii | Descoperitor(i)     |
| ----------------- | ------------------- | ------------------ | ------------------ | ------------------- |
| 212501 –          | 2006 RK6            | 14 septembrie 2006 | Catalina           | CSS                 |
| 212502 –          | 2006 RQ6            | 14 septembrie 2006 | Catalina           | CSS                 |
| 212503 –          | 2006 RS7            | 12 septembrie 2006 | Catalina           | CSS                 |
| 212504 –          | 2006 RK8            | 12 septembrie 2006 | Catalina           | CSS                 |
| 212505 –          | 2006 RT16           | 14 septembrie 2006 | Catalina           | CSS                 |
| 212506 –          | 2006 RE17           | 14 septembrie 2006 | Catalina           | CSS                 |
| 212507 –          | 2006 RB18           | 14 septembrie 2006 | Palomar            | NEAT                |
| 212508 –          | 2006 RZ18           | 14 septembrie 2006 | Palomar            | NEAT                |
| 212509 –          | 2006 RA20           | 15 septembrie 2006 | Kitt Peak          | Spacewatch          |
| 212510 –          | 2006 RL22           | 15 septembrie 2006 | 7300 Observatory   | W. K. Y. Yeung      |
| 212511 –          | 2006 RC27           | 14 septembrie 2006 | Catalina           | CSS                 |
| 212512 –          | 2006 RF27           | 14 septembrie 2006 | Catalina           | CSS                 |
| 212513 –          | 2006 RB31           | 15 septembrie 2006 | Socorro            | LINEAR              |
| 212514 –          | 2006 RC33           | 15 septembrie 2006 | Palomar            | NEAT                |
| 212515 –          | 2006 RG34           | 12 septembrie 2006 | Catalina           | CSS                 |
| 212516 –          | 2006 RM34           | 12 septembrie 2006 | Catalina           | CSS                 |
| 212517 –          | 2006 RZ35           | 14 septembrie 2006 | Catalina           | CSS                 |
| 212518 –          | 2006 RK36           | 15 septembrie 2006 | Palomar            | NEAT                |
| 212519 –          | 2006 RE40           | 12 septembrie 2006 | Catalina           | CSS                 |
| 212520 –          | 2006 RD43           | 14 septembrie 2006 | Kitt Peak          | Spacewatch          |
| 212521 –          | 2006 RK43           | 14 septembrie 2006 | Kitt Peak          | Spacewatch          |
| 212522 –          | 2006 RY46           | 14 septembrie 2006 | Kitt Peak          | Spacewatch          |
| 212523 –          | 2006 RB55           | 14 septembrie 2006 | Kitt Peak          | Spacewatch          |
| 212524 –          | 2006 RO57           | 15 septembrie 2006 | Kitt Peak          | Spacewatch          |
| 212525 –          | 2006 RM61           | 12 septembrie 2006 | Catalina           | CSS                 |
| 212526 –          | 2006 RZ67           | 15 septembrie 2006 | Kitt Peak          | Spacewatch          |
| 212527 –          | 2006 RY71           | 15 septembrie 2006 | Kitt Peak          | Spacewatch          |
| 212528 –          | 2006 RE74           | 15 septembrie 2006 | Kitt Peak          | Spacewatch          |
| 212529 –          | 2006 RL74           | 15 septembrie 2006 | Kitt Peak          | Spacewatch          |
| 212530 –          | 2006 RR74           | 15 septembrie 2006 | Kitt Peak          | Spacewatch          |
| 212531 –          | 2006 RD77           | 15 septembrie 2006 | Kitt Peak          | Spacewatch          |
| 212532 –          | 2006 RH78           | 15 septembrie 2006 | Kitt Peak          | Spacewatch          |
| 212533 –          | 2006 RB85           | 15 septembrie 2006 | Kitt Peak          | Spacewatch          |
| 212534 –          | 2006 RK87           | 15 septembrie 2006 | Kitt Peak          | Spacewatch          |
| 212535 –          | 2006 RY89           | 15 septembrie 2006 | Kitt Peak          | Spacewatch          |
| 212536 –          | 2006 RY91           | 15 septembrie 2006 | Kitt Peak          | Spacewatch          |
| 212537 –          | 2006 RM95           | 15 septembrie 2006 | Kitt Peak          | Spacewatch          |
| 212538 –          | 2006 RS95           | 15 septembrie 2006 | Kitt Peak          | Spacewatch          |
| 212539 –          | 2006 RS97           | 15 septembrie 2006 | Kitt Peak          | Spacewatch          |
| 212540 –          | 2006 RR99           | 12 septembrie 2006 | Catalina           | CSS                 |
| 212541 –          | 2006 RY104          | 15 septembrie 2006 | Kitt Peak          | Spacewatch          |
| 212542 –          | 2006 SF4            | 16 septembrie 2006 | Catalina           | CSS                 |
| 212543 –          | 2006 SU4            | 16 septembrie 2006 | Catalina           | CSS                 |
| 212544 –          | 2006 SA8            | 16 septembrie 2006 | Catalina           | CSS                 |
| 212545 –          | 2006 SG11           | 16 septembrie 2006 | Socorro            | LINEAR              |
| 212546 –          | 2006 SV19           | 19 septembrie 2006 | Catalina           | CSS                 |
| 212547 –          | 2006 SD20           | 18 septembrie 2006 | Calvin-Rehoboth    | Calvin College      |
| 212548 –          | 2006 SW23           | 18 septembrie 2006 | Anderson Mesa      | LONEOS              |
| 212549 –          | 2006 SA24           | 18 septembrie 2006 | Catalina           | CSS                 |
| 212550 –          | 2006 SR25           | 16 septembrie 2006 | Anderson Mesa      | LONEOS              |
| 212551 –          | 2006 SL30           | 17 septembrie 2006 | Kitt Peak          | Spacewatch          |
| 212552 –          | 2006 SU36           | 17 septembrie 2006 | Kitt Peak          | Spacewatch          |
| 212553 –          | 2006 SY37           | 18 septembrie 2006 | Kitt Peak          | Spacewatch          |
| 212554 –          | 2006 SG43           | 18 septembrie 2006 | Kitt Peak          | Spacewatch          |
| 212555 –          | 2006 SQ46           | 19 septembrie 2006 | Catalina           | CSS                 |
| 212556 –          | 2006 SV49           | 19 septembrie 2006 | OAM                | La Sagra            |
| 212557 –          | 2006 SW49           | 19 septembrie 2006 | OAM                | La Sagra            |
| 212558 –          | 2006 SM50           | 16 septembrie 2006 | Catalina           | CSS                 |
| 212559 –          | 2006 SE66           | 19 septembrie 2006 | Anderson Mesa      | LONEOS              |
| 212560 –          | 2006 SF66           | 19 septembrie 2006 | Kitt Peak          | Spacewatch          |
| 212561 –          | 2006 SP73           | 19 septembrie 2006 | Kitt Peak          | Spacewatch          |
| 212562 –          | 2006 SY74           | 19 septembrie 2006 | Kitt Peak          | Spacewatch          |
| 212563 –          | 2006 SM80           | 18 septembrie 2006 | Catalina           | CSS                 |
| 212564 –          | 2006 SJ81           | 18 septembrie 2006 | Kitt Peak          | Spacewatch          |
| 212565 –          | 2006 SW83           | 18 septembrie 2006 | Kitt Peak          | Spacewatch          |
| 212566 –          | 2006 ST84           | 18 septembrie 2006 | Kitt Peak          | Spacewatch          |
| 212567 –          | 2006 SW85           | 18 septembrie 2006 | Kitt Peak          | Spacewatch          |
| 212568 –          | 2006 SH91           | 18 septembrie 2006 | Kitt Peak          | Spacewatch          |
| 212569 –          | 2006 SL92           | 18 septembrie 2006 | Kitt Peak          | Spacewatch          |
| 212570 –          | 2006 SE94           | 18 septembrie 2006 | Kitt Peak          | Spacewatch          |
| 212571 –          | 2006 SH97           | 18 septembrie 2006 | Kitt Peak          | Spacewatch          |
| 212572 –          | 2006 SG99           | 18 septembrie 2006 | Kitt Peak          | Spacewatch          |
| 212573 –          | 2006 SM106          | 19 septembrie 2006 | Kitt Peak          | Spacewatch          |
| 212574 –          | 2006 SO111          | 22 septembrie 2006 | Anderson Mesa      | LONEOS              |
| 212575 –          | 2006 SH115          | 24 septembrie 2006 | Kitt Peak          | Spacewatch          |
| 212576 –          | 2006 SK115          | 24 septembrie 2006 | Kitt Peak          | Spacewatch          |
| 212577 –          | 2006 SK116          | 24 septembrie 2006 | Kitt Peak          | Spacewatch          |
| 212578 –          | 2006 SD123          | 19 septembrie 2006 | Catalina           | CSS                 |
| 212579 –          | 2006 SG124          | 19 septembrie 2006 | Catalina           | CSS                 |
| 212580 –          | 2006 SN125          | 20 septembrie 2006 | Catalina           | CSS                 |
| 212581 –          | 2006 ST133          | 17 septembrie 2006 | Catalina           | CSS                 |
| 212582 –          | 2006 SD134          | 20 septembrie 2006 | Kitt Peak          | Spacewatch          |
| 212583 –          | 2006 SS139          | 22 septembrie 2006 | Socorro            | LINEAR              |
| 212584 –          | 2006 SO149          | 19 septembrie 2006 | Kitt Peak          | Spacewatch          |
| 212585 –          | 2006 SQ159          | 23 septembrie 2006 | Kitt Peak          | Spacewatch          |
| 212586 –          | 2006 SD161          | 23 septembrie 2006 | Kitt Peak          | Spacewatch          |
| 212587 Bartasiute | 2006 SQ161          | 23 septembrie 2006 | Moletai            | MAO                 |
| 212588 –          | 2006 SK173          | 25 septembrie 2006 | Kitt Peak          | Spacewatch          |
| 212589 –          | 2006 SQ173          | 25 septembrie 2006 | Socorro            | LINEAR              |
| 212590 –          | 2006 SA177          | 25 septembrie 2006 | Kitt Peak          | Spacewatch          |
| 212591 –          | 2006 SO192          | 26 septembrie 2006 | Mount Lemmon       | Mount Lemmon Survey |
| 212592 –          | 2006 SH194          | 26 septembrie 2006 | Kitt Peak          | Spacewatch          |
| 212593 –          | 2006 SF206          | 25 septembrie 2006 | Mount Lemmon       | Mount Lemmon Survey |
| 212594 –          | 2006 SN208          | 26 septembrie 2006 | Socorro            | LINEAR              |
| 212595 –          | 2006 SZ208          | 26 septembrie 2006 | Kitt Peak          | Spacewatch          |
| 212596 –          | 2006 SF218          | 27 septembrie 2006 | OAM                | La Sagra            |
| 212597 –          | 2006 SM220          | 25 septembrie 2006 | Kitt Peak          | Spacewatch          |
| 212598 –          | 2006 SW230          | 26 septembrie 2006 | Kitt Peak          | Spacewatch          |
| 212599 –          | 2006 SN239          | 26 septembrie 2006 | Kitt Peak          | Spacewatch          |
| 212600 –          | 2006 SN241          | 26 septembrie 2006 | Mount Lemmon       | Mount Lemmon Survey |

## 212601–212700
| Denumire           | Denumire provizorie | Data descoperirii  | Locul descoperirii | Descoperitor(i)           |
| ------------------ | ------------------- | ------------------ | ------------------ | ------------------------- |
| 212601 –           | 2006 SO273          | 27 septembrie 2006 | Mount Lemmon       | Mount Lemmon Survey       |
| 212602 –           | 2006 SG274          | 27 septembrie 2006 | Kitt Peak          | Spacewatch                |
| 212603 –           | 2006 SR275          | 28 septembrie 2006 | Kitt Peak          | Spacewatch                |
| 212604 –           | 2006 SR279          | 28 septembrie 2006 | Kitt Peak          | Spacewatch                |
| 212605 –           | 2006 SO281          | 16 septembrie 2006 | Catalina           | CSS                       |
| 212606 Janulis     | 2006 SF285          | 27 septembrie 2006 | Moletai            | MAO                       |
| 212607 –           | 2006 SN299          | 26 septembrie 2006 | Kitt Peak          | Spacewatch                |
| 212608 –           | 2006 SL316          | 27 septembrie 2006 | Kitt Peak          | Spacewatch                |
| 212609 –           | 2006 SB320          | 27 septembrie 2006 | Kitt Peak          | Spacewatch                |
| 212610 –           | 2006 ST325          | 27 septembrie 2006 | Kitt Peak          | Spacewatch                |
| 212611 –           | 2006 SU353          | 30 septembrie 2006 | Catalina           | CSS                       |
| 212612 –           | 2006 SQ358          | 30 septembrie 2006 | Catalina           | CSS                       |
| 212613 –           | 2006 SY365          | 30 septembrie 2006 | Mount Lemmon       | Mount Lemmon Survey       |
| 212614 –           | 2006 SZ385          | 29 septembrie 2006 | Apache Point       | A. C. Becker              |
| 212615 –           | 2006 SV386          | 30 septembrie 2006 | Kitt Peak          | Spacewatch                |
| 212616 –           | 2006 SF396          | 16 septembrie 2006 | Kitt Peak          | Spacewatch                |
| 212617 –           | 2006 SJ399          | 17 septembrie 2006 | Kitt Peak          | Spacewatch                |
| 212618 –           | 2006 SK407          | 19 septembrie 2006 | Kitt Peak          | Spacewatch                |
| 212619 –           | 2006 TD9            | 11 octombrie 2006  | Kitt Peak          | Spacewatch                |
| 212620 –           | 2006 TF15           | 11 octombrie 2006  | Kitt Peak          | Spacewatch                |
| 212621 –           | 2006 TC18           | 11 octombrie 2006  | Kitt Peak          | Spacewatch                |
| 212622 –           | 2006 TU21           | 11 octombrie 2006  | Kitt Peak          | Spacewatch                |
| 212623 –           | 2006 TB22           | 11 octombrie 2006  | Kitt Peak          | Spacewatch                |
| 212624 –           | 2006 TD25           | 12 octombrie 2006  | Kitt Peak          | Spacewatch                |
| 212625 –           | 2006 TZ26           | 12 octombrie 2006  | Kitt Peak          | Spacewatch                |
| 212626 –           | 2006 TZ27           | 12 octombrie 2006  | Kitt Peak          | Spacewatch                |
| 212627 –           | 2006 TW28           | 12 octombrie 2006  | Kitt Peak          | Spacewatch                |
| 212628 –           | 2006 TR41           | 12 octombrie 2006  | Palomar            | NEAT                      |
| 212629 –           | 2006 TC49           | 12 octombrie 2006  | Palomar            | NEAT                      |
| 212630 –           | 2006 TK54           | 12 octombrie 2006  | Palomar            | NEAT                      |
| 212631 –           | 2006 TW56           | 14 octombrie 2006  | Lulin Observatory  | C.-S. Lin, Q.-z. Ye       |
| 212632 –           | 2006 TY94           | 15 octombrie 2006  | San Marcello       | San Marcello              |
| 212633 –           | 2006 TV95           | 12 octombrie 2006  | Palomar            | NEAT                      |
| 212634 –           | 2006 TB105          | 15 octombrie 2006  | Kitt Peak          | Spacewatch                |
| 212635 –           | 2006 TJ106          | 15 octombrie 2006  | Kitt Peak          | Spacewatch                |
| 212636 –           | 2006 TQ109          | 4 octombrie 2006   | Mount Lemmon       | Mount Lemmon Survey       |
| 212637 –           | 2006 TC110          | 12 octombrie 2006  | Palomar            | NEAT                      |
| 212638 –           | 2006 UE2            | 16 octombrie 2006  | Bergisch Gladbach  | W. Bickel                 |
| 212639 –           | 2006 UB5            | 16 octombrie 2006  | Kitt Peak          | Spacewatch                |
| 212640 –           | 2006 UD25           | 16 octombrie 2006  | Kitt Peak          | Spacewatch                |
| 212641 –           | 2006 UP28           | 16 octombrie 2006  | Kitt Peak          | Spacewatch                |
| 212642 –           | 2006 UJ33           | 16 octombrie 2006  | Kitt Peak          | Spacewatch                |
| 212643 –           | 2006 UW35           | 16 octombrie 2006  | Kitt Peak          | Spacewatch                |
| 212644 –           | 2006 UA38           | 16 octombrie 2006  | Kitt Peak          | Spacewatch                |
| 212645 –           | 2006 UF39           | 16 octombrie 2006  | Kitt Peak          | Spacewatch                |
| 212646 –           | 2006 UV52           | 17 octombrie 2006  | Mount Lemmon       | Mount Lemmon Survey       |
| 212647 –           | 2006 UX67           | 16 octombrie 2006  | Catalina           | CSS                       |
| 212648 –           | 2006 UH68           | 16 octombrie 2006  | Catalina           | CSS                       |
| 212649 –           | 2006 UW80           | 17 octombrie 2006  | Catalina           | CSS                       |
| 212650 –           | 2006 UF91           | 17 octombrie 2006  | Kitt Peak          | Spacewatch                |
| 212651 –           | 2006 UK103          | 18 octombrie 2006  | Kitt Peak          | Spacewatch                |
| 212652 –           | 2006 UF116          | 19 octombrie 2006  | Catalina           | CSS                       |
| 212653 –           | 2006 UG124          | 19 octombrie 2006  | Catalina           | CSS                       |
| 212654 –           | 2006 UM125          | 19 octombrie 2006  | Kitt Peak          | Spacewatch                |
| 212655 –           | 2006 UN135          | 19 octombrie 2006  | Kitt Peak          | Spacewatch                |
| 212656 –           | 2006 UW163          | 21 octombrie 2006  | Mount Lemmon       | Mount Lemmon Survey       |
| 212657 –           | 2006 UF173          | 22 octombrie 2006  | Kitt Peak          | Spacewatch                |
| 212658 –           | 2006 UX178          | 16 octombrie 2006  | Catalina           | CSS                       |
| 212659 –           | 2006 UQ195          | 20 octombrie 2006  | Kitt Peak          | Spacewatch                |
| 212660 –           | 2006 US195          | 20 octombrie 2006  | Mount Lemmon       | Mount Lemmon Survey       |
| 212661 –           | 2006 UL213          | 23 octombrie 2006  | Kitt Peak          | Spacewatch                |
| 212662 –           | 2006 UV218          | 16 octombrie 2006  | Catalina           | CSS                       |
| 212663 –           | 2006 UB233          | 21 octombrie 2006  | Palomar            | NEAT                      |
| 212664 –           | 2006 UF233          | 21 octombrie 2006  | Palomar            | NEAT                      |
| 212665 –           | 2006 UR237          | 23 octombrie 2006  | Kitt Peak          | Spacewatch                |
| 212666 –           | 2006 UY246          | 27 octombrie 2006  | Mount Lemmon       | Mount Lemmon Survey       |
| 212667 –           | 2006 UU253          | 27 octombrie 2006  | Mount Lemmon       | Mount Lemmon Survey       |
| 212668 –           | 2006 UL256          | 28 octombrie 2006  | Kitt Peak          | Spacewatch                |
| 212669 –           | 2006 UL278          | 28 octombrie 2006  | Kitt Peak          | Spacewatch                |
| 212670 –           | 2006 UB322          | 16 octombrie 2006  | Kitt Peak          | Spacewatch                |
| 212671 –           | 2006 UB328          | 19 octombrie 2006  | Mount Lemmon       | Mount Lemmon Survey       |
| 212672 –           | 2006 UP332          | 21 octombrie 2006  | Apache Point       | A. C. Becker              |
| 212673 –           | 2006 UO333          | 22 octombrie 2006  | Apache Point       | A. C. Becker              |
| 212674 –           | 2006 VL1            | 1 noiembrie 2006   | Mount Lemmon       | Mount Lemmon Survey       |
| 212675 –           | 2006 VN17           | 9 noiembrie 2006   | Kitt Peak          | Spacewatch                |
| 212676 –           | 2006 VK21           | 10 noiembrie 2006  | Kitt Peak          | Spacewatch                |
| 212677 –           | 2006 VE45           | 9 noiembrie 2006   | Altschwendt        | W. Ries                   |
| 212678 –           | 2006 VX59           | 11 noiembrie 2006  | Kitt Peak          | Spacewatch                |
| 212679 –           | 2006 VK67           | 11 noiembrie 2006  | Kitt Peak          | Spacewatch                |
| 212680 –           | 2006 VZ97           | 11 noiembrie 2006  | Kitt Peak          | Spacewatch                |
| 212681 –           | 2006 VP99           | 11 noiembrie 2006  | Mount Lemmon       | Mount Lemmon Survey       |
| 212682 –           | 2006 VT109          | 13 noiembrie 2006  | Catalina           | CSS                       |
| 212683 –           | 2006 VL169          | 11 noiembrie 2006  | Kitt Peak          | Spacewatch                |
| 212684 –           | 2006 WF60           | 17 noiembrie 2006  | Socorro            | LINEAR                    |
| 212685 –           | 2006 WK70           | 18 noiembrie 2006  | Kitt Peak          | Spacewatch                |
| 212686 –           | 2006 WV74           | 18 noiembrie 2006  | Kitt Peak          | Spacewatch                |
| 212687 –           | 2006 WL82           | 18 noiembrie 2006  | Kitt Peak          | Spacewatch                |
| 212688 –           | 2006 WR106          | 19 noiembrie 2006  | Catalina           | CSS                       |
| 212689 –           | 2006 WF159          | 22 noiembrie 2006  | Kitt Peak          | Spacewatch                |
| 212690 –           | 2006 WW181          | 24 noiembrie 2006  | Mount Lemmon       | Mount Lemmon Survey       |
| 212691 –           | 2006 XJ25           | 12 decembrie 2006  | Socorro            | LINEAR                    |
| 212692 Lazauskaite | 2007 FT20           | 23 martie 2007     | Moletai            | K. Černis, J. Zdanavičius |
| 212693 –           | 2007 HD18           | 16 aprilie 2007    | Catalina           | CSS                       |
| 212694 –           | 2007 PT11           | 12 august 2007     | XuYi               | PMO NEO Survey Program    |
| 212695 –           | 2007 PQ38           | 14 august 2007     | Siding Spring      | SSS                       |
| 212696 –           | 2007 PH39           | 15 august 2007     | OAM                | La Sagra                  |
| 212697 –           | 2007 PF40           | 10 august 2007     | Kitt Peak          | Spacewatch                |
| 212698 –           | 2007 PA41           | 13 august 2007     | Socorro            | LINEAR                    |
| 212699 –           | 2007 QN3            | 23 august 2007     | Dauban             | Chante-Perdrix            |
| 212700 –           | 2007 QJ6            | 21 august 2007     | Anderson Mesa      | LONEOS                    |

## 212701–212800
| Denumire         | Denumire provizorie | Data descoperirii  | Locul descoperirii | Descoperitor(i)        |
| ---------------- | ------------------- | ------------------ | ------------------ | ---------------------- |
| 212701 –         | 2007 QR9            | 22 august 2007     | Socorro            | LINEAR                 |
| 212702 –         | 2007 QQ11           | 23 august 2007     | Kitt Peak          | Spacewatch             |
| 212703 –         | 2007 RA13           | 2 septembrie 2007  | Catalina           | CSS                    |
| 212704 –         | 2007 RA14           | 8 septembrie 2007  | OAM                | La Sagra               |
| 212705 –         | 2007 RF15           | 12 septembrie 2007 | Remanzacco         | Remanzacco             |
| 212706 –         | 2007 RU16           | 12 septembrie 2007 | Goodricke-Pigott   | R. A. Tucker           |
| 212707 –         | 2007 RD17           | 13 septembrie 2007 | Mount Lemmon       | Mount Lemmon Survey    |
| 212708 –         | 2007 RW24           | 4 septembrie 2007  | Mount Lemmon       | Mount Lemmon Survey    |
| 212709 –         | 2007 RC39           | 8 septembrie 2007  | Catalina           | CSS                    |
| 212710 –         | 2007 RS39           | 9 septembrie 2007  | Kitt Peak          | Spacewatch             |
| 212711 –         | 2007 RE45           | 9 septembrie 2007  | Kitt Peak          | Spacewatch             |
| 212712 –         | 2007 RW46           | 9 septembrie 2007  | Kitt Peak          | Spacewatch             |
| 212713 –         | 2007 RN57           | 9 septembrie 2007  | Kitt Peak          | Spacewatch             |
| 212714 –         | 2007 RY57           | 9 septembrie 2007  | Anderson Mesa      | LONEOS                 |
| 212715 –         | 2007 RO92           | 10 septembrie 2007 | Mount Lemmon       | Mount Lemmon Survey    |
| 212716 –         | 2007 RY103          | 11 septembrie 2007 | Catalina           | CSS                    |
| 212717 –         | 2007 RH118          | 11 septembrie 2007 | Mount Lemmon       | Mount Lemmon Survey    |
| 212718 –         | 2007 RO126          | 12 septembrie 2007 | Mount Lemmon       | Mount Lemmon Survey    |
| 212719 –         | 2007 RN127          | 12 septembrie 2007 | Mount Lemmon       | Mount Lemmon Survey    |
| 212720 –         | 2007 RA128          | 12 septembrie 2007 | Mount Lemmon       | Mount Lemmon Survey    |
| 212721 –         | 2007 RX134          | 12 septembrie 2007 | Anderson Mesa      | LONEOS                 |
| 212722 –         | 2007 RM135          | 13 septembrie 2007 | Anderson Mesa      | LONEOS                 |
| 212723 Klitschko | 2007 RN138          | 14 septembrie 2007 | Andrushivka        | Andrushivka            |
| 212724 –         | 2007 RP144          | 14 septembrie 2007 | Socorro            | LINEAR                 |
| 212725 –         | 2007 RC145          | 14 septembrie 2007 | Socorro            | LINEAR                 |
| 212726 –         | 2007 RD145          | 14 septembrie 2007 | Socorro            | LINEAR                 |
| 212727 –         | 2007 RW161          | 13 septembrie 2007 | Mount Lemmon       | Mount Lemmon Survey    |
| 212728 –         | 2007 RK162          | 13 septembrie 2007 | Mount Lemmon       | Mount Lemmon Survey    |
| 212729 –         | 2007 RJ168          | 10 septembrie 2007 | Kitt Peak          | Spacewatch             |
| 212730 –         | 2007 RG184          | 13 septembrie 2007 | Kitt Peak          | Spacewatch             |
| 212731 –         | 2007 RF188          | 9 septembrie 2007  | Kitt Peak          | Spacewatch             |
| 212732 –         | 2007 RL193          | 12 septembrie 2007 | Catalina           | CSS                    |
| 212733 –         | 2007 RV194          | 12 septembrie 2007 | Anderson Mesa      | LONEOS                 |
| 212734 –         | 2007 RX235          | 12 septembrie 2007 | Mount Lemmon       | Mount Lemmon Survey    |
| 212735 –         | 2007 RT242          | 15 septembrie 2007 | Socorro            | LINEAR                 |
| 212736 –         | 2007 RC244          | 15 septembrie 2007 | Socorro            | LINEAR                 |
| 212737 –         | 2007 RZ252          | 13 septembrie 2007 | Mount Lemmon       | Mount Lemmon Survey    |
| 212738 –         | 2007 RJ271          | 15 septembrie 2007 | Mount Lemmon       | Mount Lemmon Survey    |
| 212739 –         | 2007 RN271          | 15 septembrie 2007 | Mount Lemmon       | Mount Lemmon Survey    |
| 212740 –         | 2007 RZ273          | 15 septembrie 2007 | Kitt Peak          | Spacewatch             |
| 212741 –         | 2007 RH277          | 5 septembrie 2007  | Catalina           | CSS                    |
| 212742 –         | 2007 RU277          | 5 septembrie 2007  | Catalina           | CSS                    |
| 212743 –         | 2007 RT289          | 14 septembrie 2007 | Catalina           | CSS                    |
| 212744 –         | 2007 RL296          | 15 septembrie 2007 | Mount Lemmon       | Mount Lemmon Survey    |
| 212745 –         | 2007 SG19           | 18 septembrie 2007 | Mount Lemmon       | Mount Lemmon Survey    |
| 212746 –         | 2007 SF20           | 18 septembrie 2007 | Mount Lemmon       | Mount Lemmon Survey    |
| 212747 –         | 2007 TY             | 2 octombrie 2007   | Antares            | Antares Observatory    |
| 212748 –         | 2007 TB2            | 4 octombrie 2007   | Kitt Peak          | Spacewatch             |
| 212749 –         | 2007 TM4            | 6 octombrie 2007   | 7300 Observatory   | W. K. Y. Yeung         |
| 212750 –         | 2007 TW6            | 6 octombrie 2007   | OAM                | La Sagra               |
| 212751 –         | 2007 TD9            | 6 octombrie 2007   | Socorro            | LINEAR                 |
| 212752 –         | 2007 TA10           | 6 octombrie 2007   | Socorro            | LINEAR                 |
| 212753 –         | 2007 TE11           | 6 octombrie 2007   | Socorro            | LINEAR                 |
| 212754 –         | 2007 TL12           | 6 octombrie 2007   | Socorro            | LINEAR                 |
| 212755 –         | 2007 TW12           | 6 octombrie 2007   | Socorro            | LINEAR                 |
| 212756 –         | 2007 TY16           | 7 octombrie 2007   | Calvin-Rehoboth    | Calvin College         |
| 212757 –         | 2007 TZ19           | 6 octombrie 2007   | Socorro            | LINEAR                 |
| 212758 –         | 2007 TR27           | 4 octombrie 2007   | Kitt Peak          | Spacewatch             |
| 212759 –         | 2007 TM29           | 4 octombrie 2007   | Kitt Peak          | Spacewatch             |
| 212760 –         | 2007 TF38           | 4 octombrie 2007   | Catalina           | CSS                    |
| 212761 –         | 2007 TA40           | 6 octombrie 2007   | Kitt Peak          | Spacewatch             |
| 212762 –         | 2007 TN40           | 6 octombrie 2007   | Kitt Peak          | Spacewatch             |
| 212763 –         | 2007 TH44           | 7 octombrie 2007   | Kitt Peak          | Spacewatch             |
| 212764 –         | 2007 TU57           | 4 octombrie 2007   | Kitt Peak          | Spacewatch             |
| 212765 –         | 2007 TK63           | 7 octombrie 2007   | Mount Lemmon       | Mount Lemmon Survey    |
| 212766 –         | 2007 TK66           | 8 octombrie 2007   | Pla D'Arguines     | R. Ferrando            |
| 212767 –         | 2007 TG70           | 10 octombrie 2007  | Mount Lemmon       | Mount Lemmon Survey    |
| 212768 –         | 2007 TO70           | 12 octombrie 2007  | Goodricke-Pigott   | R. A. Tucker           |
| 212769 –         | 2007 TZ78           | 5 octombrie 2007   | Kitt Peak          | Spacewatch             |
| 212770 –         | 2007 TL79           | 5 octombrie 2007   | Kitt Peak          | Spacewatch             |
| 212771 –         | 2007 TZ87           | 8 octombrie 2007   | Mount Lemmon       | Mount Lemmon Survey    |
| 212772 –         | 2007 TZ92           | 6 octombrie 2007   | Kitt Peak          | Spacewatch             |
| 212773 –         | 2007 TA115          | 8 octombrie 2007   | Anderson Mesa      | LONEOS                 |
| 212774 –         | 2007 TR118          | 9 octombrie 2007   | Anderson Mesa      | LONEOS                 |
| 212775 –         | 2007 TC120          | 7 octombrie 2007   | Catalina           | CSS                    |
| 212776 –         | 2007 TQ125          | 6 octombrie 2007   | Kitt Peak          | Spacewatch             |
| 212777 –         | 2007 TH139          | 9 octombrie 2007   | Kitt Peak          | Spacewatch             |
| 212778 –         | 2007 TW141          | 9 octombrie 2007   | Mount Lemmon       | Mount Lemmon Survey    |
| 212779 –         | 2007 TA143          | 15 octombrie 2007  | Dauban             | Chante-Perdrix         |
| 212780 –         | 2007 TQ158          | 9 octombrie 2007   | Socorro            | LINEAR                 |
| 212781 –         | 2007 TU165          | 11 octombrie 2007  | Socorro            | LINEAR                 |
| 212782 –         | 2007 TT186          | 13 octombrie 2007  | Socorro            | LINEAR                 |
| 212783 –         | 2007 TO203          | 8 octombrie 2007   | Mount Lemmon       | Mount Lemmon Survey    |
| 212784 –         | 2007 TV212          | 7 octombrie 2007   | Kitt Peak          | Spacewatch             |
| 212785 –         | 2007 TG213          | 7 octombrie 2007   | Kitt Peak          | Spacewatch             |
| 212786 –         | 2007 TC217          | 7 octombrie 2007   | Kitt Peak          | Spacewatch             |
| 212787 –         | 2007 TF221          | 9 octombrie 2007   | Kitt Peak          | Spacewatch             |
| 212788 –         | 2007 TK221          | 9 octombrie 2007   | Kitt Peak          | Spacewatch             |
| 212789 –         | 2007 TH226          | 8 octombrie 2007   | Catalina           | CSS                    |
| 212790 –         | 2007 TX228          | 8 octombrie 2007   | Kitt Peak          | Spacewatch             |
| 212791 –         | 2007 TN232          | 8 octombrie 2007   | Kitt Peak          | Spacewatch             |
| 212792 –         | 2007 TZ233          | 8 octombrie 2007   | Kitt Peak          | Spacewatch             |
| 212793 –         | 2007 TQ242          | 8 octombrie 2007   | Catalina           | CSS                    |
| 212794 –         | 2007 TM243          | 8 octombrie 2007   | Catalina           | CSS                    |
| 212795 –         | 2007 TD247          | 9 octombrie 2007   | XuYi               | PMO NEO Survey Program |
| 212796 –         | 2007 TE247          | 9 octombrie 2007   | XuYi               | PMO NEO Survey Program |
| 212797 –         | 2007 TG247          | 9 octombrie 2007   | XuYi               | PMO NEO Survey Program |
| 212798 –         | 2007 TK257          | 10 octombrie 2007  | Kitt Peak          | Spacewatch             |
| 212799 –         | 2007 TB289          | 11 octombrie 2007  | Catalina           | CSS                    |
| 212800 –         | 2007 TN292          | 8 octombrie 2007   | Mount Lemmon       | Mount Lemmon Survey    |

## 212801–212900
| Denumire | Denumire provizorie | Data descoperirii | Locul descoperirii | Descoperitor(i)     |
| -------- | ------------------- | ----------------- | ------------------ | ------------------- |
| 212801 – | 2007 TR299          | 12 octombrie 2007 | Kitt Peak          | Spacewatch          |
| 212802 – | 2007 TZ315          | 12 octombrie 2007 | Kitt Peak          | Spacewatch          |
| 212803 – | 2007 TS317          | 12 octombrie 2007 | Kitt Peak          | Spacewatch          |
| 212804 – | 2007 TY358          | 14 octombrie 2007 | Kitt Peak          | Spacewatch          |
| 212805 – | 2007 TU361          | 14 octombrie 2007 | Mount Lemmon       | Mount Lemmon Survey |
| 212806 – | 2007 TK362          | 14 octombrie 2007 | Mount Lemmon       | Mount Lemmon Survey |
| 212807 – | 2007 TR366          | 9 octombrie 2007  | Kitt Peak          | Spacewatch          |
| 212808 – | 2007 TK368          | 10 octombrie 2007 | Catalina           | CSS                 |
| 212809 – | 2007 TW379          | 14 octombrie 2007 | Kitt Peak          | Spacewatch          |
| 212810 – | 2007 TK380          | 14 octombrie 2007 | Kitt Peak          | Spacewatch          |
| 212811 – | 2007 TE388          | 13 octombrie 2007 | Mount Lemmon       | Mount Lemmon Survey |
| 212812 – | 2007 TX391          | 15 octombrie 2007 | Catalina           | CSS                 |
| 212813 – | 2007 TH392          | 15 octombrie 2007 | Catalina           | CSS                 |
| 212814 – | 2007 TC400          | 15 octombrie 2007 | Kitt Peak          | Spacewatch          |
| 212815 – | 2007 TF430          | 13 octombrie 2007 | Kitt Peak          | Spacewatch          |
| 212816 – | 2007 TM436          | 7 octombrie 2007  | Anderson Mesa      | LONEOS              |
| 212817 – | 2007 UH1            | 16 octombrie 2007 | Bisei SG Center    | BATTeRS             |
| 212818 – | 2007 UN1            | 16 octombrie 2007 | Bisei SG Center    | BATTeRS             |
| 212819 – | 2007 UJ2            | 18 octombrie 2007 | RAS                | A. Lowe             |
| 212820 – | 2007 UJ14           | 16 octombrie 2007 | Kitt Peak          | Spacewatch          |
| 212821 – | 2007 UV15           | 18 octombrie 2007 | Mount Lemmon       | Mount Lemmon Survey |
| 212822 – | 2007 UU17           | 18 octombrie 2007 | Kitt Peak          | Spacewatch          |
| 212823 – | 2007 UW19           | 18 octombrie 2007 | Mount Lemmon       | Mount Lemmon Survey |
| 212824 – | 2007 UL25           | 16 octombrie 2007 | Kitt Peak          | Spacewatch          |
| 212825 – | 2007 UV25           | 16 octombrie 2007 | Kitt Peak          | Spacewatch          |
| 212826 – | 2007 UZ31           | 19 octombrie 2007 | Anderson Mesa      | LONEOS              |
| 212827 – | 2007 UT33           | 16 octombrie 2007 | Catalina           | CSS                 |
| 212828 – | 2007 UP47           | 19 octombrie 2007 | Anderson Mesa      | LONEOS              |
| 212829 – | 2007 UE50           | 24 octombrie 2007 | Mount Lemmon       | Mount Lemmon Survey |
| 212830 – | 2007 UC55           | 30 octombrie 2007 | Kitt Peak          | Spacewatch          |
| 212831 – | 2007 UK64           | 30 octombrie 2007 | Catalina           | CSS                 |
| 212832 – | 2007 UX66           | 30 octombrie 2007 | Kitt Peak          | Spacewatch          |
| 212833 – | 2007 UO67           | 30 octombrie 2007 | Mount Lemmon       | Mount Lemmon Survey |
| 212834 – | 2007 UO71           | 30 octombrie 2007 | Catalina           | CSS                 |
| 212835 – | 2007 UX71           | 31 octombrie 2007 | Kitt Peak          | Spacewatch          |
| 212836 – | 2007 UN83           | 30 octombrie 2007 | Kitt Peak          | Spacewatch          |
| 212837 – | 2007 UQ84           | 30 octombrie 2007 | Kitt Peak          | Spacewatch          |
| 212838 – | 2007 UX84           | 30 octombrie 2007 | Kitt Peak          | Spacewatch          |
| 212839 – | 2007 UR85           | 30 octombrie 2007 | Kitt Peak          | Spacewatch          |
| 212840 – | 2007 UU91           | 30 octombrie 2007 | Mount Lemmon       | Mount Lemmon Survey |
| 212841 – | 2007 UV98           | 30 octombrie 2007 | Kitt Peak          | Spacewatch          |
| 212842 – | 2007 UH104          | 30 octombrie 2007 | Kitt Peak          | Spacewatch          |
| 212843 – | 2007 UV112          | 30 octombrie 2007 | Mount Lemmon       | Mount Lemmon Survey |
| 212844 – | 2007 UU121          | 30 octombrie 2007 | Kitt Peak          | Spacewatch          |
| 212845 – | 2007 VD2            | 2 noiembrie 2007  | Socorro            | LINEAR              |
| 212846 – | 2007 VP7            | 3 noiembrie 2007  | Junk Bond          | D. Healy            |
| 212847 – | 2007 VD19           | 1 noiembrie 2007  | Mount Lemmon       | Mount Lemmon Survey |
| 212848 – | 2007 VW34           | 3 noiembrie 2007  | 7300 Observatory   | W. K. Y. Yeung      |
| 212849 – | 2007 VJ36           | 2 noiembrie 2007  | Mount Lemmon       | Mount Lemmon Survey |
| 212850 – | 2007 VL54           | 1 noiembrie 2007  | Kitt Peak          | Spacewatch          |
| 212851 – | 2007 VN60           | 1 noiembrie 2007  | Kitt Peak          | Spacewatch          |
| 212852 – | 2007 VM63           | 1 noiembrie 2007  | Kitt Peak          | Spacewatch          |
| 212853 – | 2007 VS63           | 1 noiembrie 2007  | Kitt Peak          | Spacewatch          |
| 212854 – | 2007 VU72           | 1 noiembrie 2007  | Kitt Peak          | Spacewatch          |
| 212855 – | 2007 VW72           | 1 noiembrie 2007  | Kitt Peak          | Spacewatch          |
| 212856 – | 2007 VX73           | 3 noiembrie 2007  | Kitt Peak          | Spacewatch          |
| 212857 – | 2007 VK84           | 5 noiembrie 2007  | Catalina           | CSS                 |
| 212858 – | 2007 VM85           | 2 noiembrie 2007  | Socorro            | LINEAR              |
| 212859 – | 2007 VQ91           | 7 noiembrie 2007  | Bisei SG Center    | BATTeRS             |
| 212860 – | 2007 VJ105          | 3 noiembrie 2007  | Kitt Peak          | Spacewatch          |
| 212861 – | 2007 VZ106          | 3 noiembrie 2007  | Kitt Peak          | Spacewatch          |
| 212862 – | 2007 VF111          | 3 noiembrie 2007  | Kitt Peak          | Spacewatch          |
| 212863 – | 2007 VN114          | 3 noiembrie 2007  | Kitt Peak          | Spacewatch          |
| 212864 – | 2007 VN115          | 3 noiembrie 2007  | Kitt Peak          | Spacewatch          |
| 212865 – | 2007 VX119          | 5 noiembrie 2007  | Kitt Peak          | Spacewatch          |
| 212866 – | 2007 VL123          | 5 noiembrie 2007  | Mount Lemmon       | Mount Lemmon Survey |
| 212867 – | 2007 VL127          | 1 noiembrie 2007  | Mount Lemmon       | Mount Lemmon Survey |
| 212868 – | 2007 VB143          | 4 noiembrie 2007  | Kitt Peak          | Spacewatch          |
| 212869 – | 2007 VW152          | 2 noiembrie 2007  | Kitt Peak          | Spacewatch          |
| 212870 – | 2007 VX166          | 5 noiembrie 2007  | Mount Lemmon       | Mount Lemmon Survey |
| 212871 – | 2007 VG169          | 5 noiembrie 2007  | Kitt Peak          | Spacewatch          |
| 212872 – | 2007 VT173          | 2 noiembrie 2007  | Catalina           | CSS                 |
| 212873 – | 2007 VP184          | 6 noiembrie 2007  | Marly              | P. Kocher           |
| 212874 – | 2007 VC185          | 12 noiembrie 2007 | Bisei SG Center    | BATTeRS             |
| 212875 – | 2007 VM188          | 7 noiembrie 2007  | Socorro            | LINEAR              |
| 212876 – | 2007 VD219          | 9 noiembrie 2007  | Kitt Peak          | Spacewatch          |
| 212877 – | 2007 VB229          | 7 noiembrie 2007  | Kitt Peak          | Spacewatch          |
| 212878 – | 2007 VA230          | 7 noiembrie 2007  | Kitt Peak          | Spacewatch          |
| 212879 – | 2007 VH230          | 7 noiembrie 2007  | Kitt Peak          | Spacewatch          |
| 212880 – | 2007 VK232          | 7 noiembrie 2007  | Kitt Peak          | Spacewatch          |
| 212881 – | 2007 VC235          | 9 noiembrie 2007  | Kitt Peak          | Spacewatch          |
| 212882 – | 2007 VT238          | 13 noiembrie 2007 | Kitt Peak          | Spacewatch          |
| 212883 – | 2007 VV241          | 12 noiembrie 2007 | Catalina           | CSS                 |
| 212884 – | 2007 VD252          | 12 noiembrie 2007 | Mount Lemmon       | Mount Lemmon Survey |
| 212885 – | 2007 VP253          | 14 noiembrie 2007 | Anderson Mesa      | LONEOS              |
| 212886 – | 2007 VC270          | 15 noiembrie 2007 | Socorro            | LINEAR              |
| 212887 – | 2007 VV272          | 11 noiembrie 2007 | Catalina           | CSS                 |
| 212888 – | 2007 VU284          | 14 noiembrie 2007 | Kitt Peak          | Spacewatch          |
| 212889 – | 2007 VK286          | 14 noiembrie 2007 | Kitt Peak          | Spacewatch          |
| 212890 – | 2007 VE287          | 15 noiembrie 2007 | Anderson Mesa      | LONEOS              |
| 212891 – | 2007 VW290          | 14 noiembrie 2007 | Kitt Peak          | Spacewatch          |
| 212892 – | 2007 VV291          | 14 noiembrie 2007 | Kitt Peak          | Spacewatch          |
| 212893 – | 2007 VG293          | 15 noiembrie 2007 | Catalina           | CSS                 |
| 212894 – | 2007 VV306          | 2 noiembrie 2007  | Kitt Peak          | Spacewatch          |
| 212895 – | 2007 VS309          | 2 noiembrie 2007  | Kitt Peak          | Spacewatch          |
| 212896 – | 2007 WR             | 17 noiembrie 2007 | La Cañada          | J. Lacruz           |
| 212897 – | 2007 WE4            | 18 noiembrie 2007 | Socorro            | LINEAR              |
| 212898 – | 2007 WT5            | 17 noiembrie 2007 | Socorro            | LINEAR              |
| 212899 – | 2007 WH11           | 17 noiembrie 2007 | Catalina           | CSS                 |
| 212900 – | 2007 WH18           | 18 noiembrie 2007 | Mount Lemmon       | Mount Lemmon Survey |

## 212901–213000
| Denumire            | Denumire provizorie | Data descoperirii  | Locul descoperirii | Descoperitor(i)                                        |
| ------------------- | ------------------- | ------------------ | ------------------ | ------------------------------------------------------ |
| 212901 –            | 2007 WR18           | 18 noiembrie 2007  | Mount Lemmon       | Mount Lemmon Survey                                    |
| 212902 –            | 2007 WY31           | 19 noiembrie 2007  | Mount Lemmon       | Mount Lemmon Survey                                    |
| 212903 –            | 2007 WZ38           | 19 noiembrie 2007  | Kitt Peak          | Spacewatch                                             |
| 212904 –            | 2007 XB4            | 3 decembrie 2007   | Catalina           | CSS                                                    |
| 212905 –            | 2007 XN4            | 3 decembrie 2007   | Catalina           | CSS                                                    |
| 212906 –            | 2007 XN7            | 4 decembrie 2007   | Catalina           | CSS                                                    |
| 212907 –            | 2007 XO7            | 4 decembrie 2007   | Catalina           | CSS                                                    |
| 212908 –            | 2007 XD8            | 4 decembrie 2007   | Mount Lemmon       | Mount Lemmon Survey                                    |
| 212909 –            | 2007 XQ15           | 8 decembrie 2007   | Bisei SG Center    | BATTeRS                                                |
| 212910 –            | 2007 XF22           | 10 decembrie 2007  | Socorro            | LINEAR                                                 |
| 212911 –            | 2007 XG22           | 10 decembrie 2007  | Socorro            | LINEAR                                                 |
| 212912 –            | 2007 XY34           | 13 decembrie 2007  | Socorro            | LINEAR                                                 |
| 212913 –            | 2007 XF38           | 13 decembrie 2007  | Socorro            | LINEAR                                                 |
| 212914 –            | 2007 XL44           | 15 decembrie 2007  | Kitt Peak          | Spacewatch                                             |
| 212915 –            | 2007 XH47           | 15 decembrie 2007  | Kitt Peak          | Spacewatch                                             |
| 212916 –            | 2007 XM50           | 11 decembrie 2007  | Cerro Burek        | Cerro Burek                                            |
| 212917 –            | 2007 YR             | 16 decembrie 2007  | Bergisch Gladbach  | W. Bickel                                              |
| 212918 –            | 2007 YL4            | 16 decembrie 2007  | Kitt Peak          | Spacewatch                                             |
| 212919 –            | 2007 YL13           | 17 decembrie 2007  | Mount Lemmon       | Mount Lemmon Survey                                    |
| 212920 –            | 2007 YN21           | 16 decembrie 2007  | Kitt Peak          | Spacewatch                                             |
| 212921 –            | 2007 YD23           | 16 decembrie 2007  | Mount Lemmon       | Mount Lemmon Survey                                    |
| 212922 –            | 2007 YL32           | 28 decembrie 2007  | Kitt Peak          | Spacewatch                                             |
| 212923 –            | 2007 YZ53           | 31 decembrie 2007  | Catalina           | CSS                                                    |
| 212924 Yurishevchuk | 2008 AK1            | 6 ianuarie 2008    | Zelenchukskaya     | S. Korotkiy, T. Kryachko, B. Satovski                  |
| 212925 –            | 2008 AL31           | 10 ianuarie 2008   | Calvin-Rehoboth    | Calvin College                                         |
| 212926 –            | 2008 AD43           | 10 ianuarie 2008   | Catalina           | CSS                                                    |
| 212927 –            | 2008 AL95           | 14 ianuarie 2008   | Kitt Peak          | Spacewatch                                             |
| 212928 –            | 2008 AK106          | 15 ianuarie 2008   | Mount Lemmon       | Mount Lemmon Survey                                    |
| 212929 Satovski     | 2008 AD112          | 15 ianuarie 2008   | Zelenchukskaya     | S. Korotkiy, T. Kryachko, B. Satovski                  |
| 212930 –            | 2008 BX6            | 16 ianuarie 2008   | Kitt Peak          | Spacewatch                                             |
| 212931 –            | 2008 BZ10           | 18 ianuarie 2008   | Kitt Peak          | Spacewatch                                             |
| 212932 –            | 2008 CS204          | 3 februarie 2008   | Catalina           | CSS                                                    |
| 212933 –            | 2008 DQ8            | 25 februarie 2008  | Mount Lemmon       | Mount Lemmon Survey                                    |
| 212934 –            | 2008 SN81           | 23 septembrie 2008 | Mount Lemmon       | Mount Lemmon Survey                                    |
| 212935 –            | 2008 UH96           | 24 octombrie 2008  | Socorro            | LINEAR                                                 |
| 212936 –            | 2008 UX248          | 26 octombrie 2008  | Mount Lemmon       | Mount Lemmon Survey                                    |
| 212937 –            | 2008 UD291          | 28 octombrie 2008  | Kitt Peak          | Spacewatch                                             |
| 212938 –            | 2008 UE346          | 31 octombrie 2008  | Mount Lemmon       | Mount Lemmon Survey                                    |
| 212939 –            | 2008 WL91           | 23 noiembrie 2008  | Mount Lemmon       | Mount Lemmon Survey                                    |
| 212940 –            | 2008 YS17           | 21 decembrie 2008  | Mount Lemmon       | Mount Lemmon Survey                                    |
| 212941 –            | 2008 YR22           | 21 decembrie 2008  | Mount Lemmon       | Mount Lemmon Survey                                    |
| 212942 –            | 2008 YC30           | 30 decembrie 2008  | RAS                | A. Lowe                                                |
| 212943 –            | 2008 YX39           | 29 decembrie 2008  | Mount Lemmon       | Mount Lemmon Survey                                    |
| 212944 –            | 2008 YE51           | 29 decembrie 2008  | Mount Lemmon       | Mount Lemmon Survey                                    |
| 212945 –            | 2008 YS65           | 30 decembrie 2008  | Mount Lemmon       | Mount Lemmon Survey                                    |
| 212946 –            | 2008 YU145          | 30 decembrie 2008  | Kitt Peak          | Spacewatch                                             |
| 212947 –            | 2009 AC28           | 3 ianuarie 2009    | Kitt Peak          | Spacewatch                                             |
| 212948 –            | 2009 BZ8            | 17 ianuarie 2009   | Socorro            | LINEAR                                                 |
| 212949 –            | 2009 BV23           | 17 ianuarie 2009   | Kitt Peak          | Spacewatch                                             |
| 212950 –            | 2009 BZ23           | 17 ianuarie 2009   | Kitt Peak          | Spacewatch                                             |
| 212951 –            | 2009 BB40           | 16 ianuarie 2009   | Kitt Peak          | Spacewatch                                             |
| 212952 –            | 2009 BP40           | 16 ianuarie 2009   | Kitt Peak          | Spacewatch                                             |
| 212953 –            | 2009 BU44           | 16 ianuarie 2009   | Kitt Peak          | Spacewatch                                             |
| 212954 –            | 2009 BL46           | 16 ianuarie 2009   | Kitt Peak          | Spacewatch                                             |
| 212955 –            | 2009 BF47           | 16 ianuarie 2009   | Kitt Peak          | Spacewatch                                             |
| 212956 –            | 2009 BH51           | 16 ianuarie 2009   | Kitt Peak          | Spacewatch                                             |
| 212957 –            | 2009 BY57           | 20 ianuarie 2009   | Kitt Peak          | Spacewatch                                             |
| 212958 –            | 2009 BW61           | 18 ianuarie 2009   | Mount Lemmon       | Mount Lemmon Survey                                    |
| 212959 –            | 2009 BD65           | 20 ianuarie 2009   | Kitt Peak          | Spacewatch                                             |
| 212960 –            | 2009 BB66           | 20 ianuarie 2009   | Kitt Peak          | Spacewatch                                             |
| 212961 –            | 2009 BD66           | 20 ianuarie 2009   | Kitt Peak          | Spacewatch                                             |
| 212962 –            | 2009 BV72           | 29 ianuarie 2009   | Dauban             | Chante-Perdrix                                         |
| 212963 –            | 2009 BZ72           | 29 ianuarie 2009   | Dauban             | Chante-Perdrix                                         |
| 212964 –            | 2009 BZ75           | 25 ianuarie 2009   | Kitt Peak          | Spacewatch                                             |
| 212965 –            | 2009 BV87           | 25 ianuarie 2009   | Kitt Peak          | Spacewatch                                             |
| 212966 –            | 2009 BF102          | 29 ianuarie 2009   | Mount Lemmon       | Mount Lemmon Survey                                    |
| 212967 –            | 2009 BK102          | 29 ianuarie 2009   | Catalina           | CSS                                                    |
| 212968 –            | 2009 BH104          | 25 ianuarie 2009   | Kitt Peak          | Spacewatch                                             |
| 212969 –            | 2009 BK107          | 29 ianuarie 2009   | Kitt Peak          | Spacewatch                                             |
| 212970 –            | 2009 BY109          | 30 ianuarie 2009   | Mount Lemmon       | Mount Lemmon Survey                                    |
| 212971 –            | 2009 BA121          | 31 ianuarie 2009   | Kitt Peak          | Spacewatch                                             |
| 212972 –            | 2009 BQ123          | 31 ianuarie 2009   | Kitt Peak          | Spacewatch                                             |
| 212973 –            | 2009 BN146          | 30 ianuarie 2009   | Mount Lemmon       | Mount Lemmon Survey                                    |
| 212974 –            | 2009 BQ155          | 31 ianuarie 2009   | Kitt Peak          | Spacewatch                                             |
| 212975 –            | 2009 BJ156          | 31 ianuarie 2009   | Kitt Peak          | Spacewatch                                             |
| 212976 –            | 2009 BK167          | 24 ianuarie 2009   | Cerro Burek        | Cerro Burek                                            |
| 212977 –            | 2009 CT3            | 2 februarie 2009   | Moletai            | MAO                                                    |
| 212978 –            | 2009 CT25           | 1 februarie 2009   | Kitt Peak          | Spacewatch                                             |
| 212979 –            | 2009 CN34           | 2 februarie 2009   | Kitt Peak          | Spacewatch                                             |
| 212980 –            | 2009 CW37           | 14 februarie 2009  | Bisei SG Center    | BATTeRS                                                |
| 212981 Majalitović  | 2009 CH51           | 14 februarie 2009  | OAM                | La Sagra                                               |
| 212982 –            | 2009 CC52           | 14 februarie 2009  | Mount Lemmon       | Mount Lemmon Survey                                    |
| 212983 –            | 2009 CW52           | 14 februarie 2009  | Mount Lemmon       | Mount Lemmon Survey                                    |
| 212984 –            | 2009 DC             | 17 februarie 2009  | RAS                | A. Lowe                                                |
| 212985 –            | 2009 DZ5            | 16 februarie 2009  | Kitt Peak          | Spacewatch                                             |
| 212986 –            | 2009 DG14           | 19 februarie 2009  | Catalina           | CSS                                                    |
| 212987 –            | 2009 DO16           | 17 februarie 2009  | OAM                | La Sagra                                               |
| 212988 –            | 2009 DA18           | 19 februarie 2009  | Kitt Peak          | Spacewatch                                             |
| 212989 –            | 2009 DZ22           | 19 februarie 2009  | Kitt Peak          | Spacewatch                                             |
| 212990 –            | 2009 DT24           | 21 februarie 2009  | Kitt Peak          | Spacewatch                                             |
| 212991 Garcíalorca  | 2009 DE30           | 23 februarie 2009  | Calar Alto         | F. Hormuth                                             |
| 212992 –            | 2009 DW56           | 22 februarie 2009  | Kitt Peak          | Spacewatch                                             |
| 212993 –            | 2132 P-L            | 24 septembrie 1960 | Palomar            | C. J. van Houten, I. van Houten-Groeneveld, T. Gehrels |
| 212994 –            | 6598 P-L            | 24 septembrie 1960 | Palomar            | C. J. van Houten, I. van Houten-Groeneveld, T. Gehrels |
| 212995 –            | 1230 T-2            | 29 septembrie 1973 | Palomar            | C. J. van Houten, I. van Houten-Groeneveld, T. Gehrels |
| 212996 –            | 3226 T-2            | 30 septembrie 1973 | Palomar            | C. J. van Houten, I. van Houten-Groeneveld, T. Gehrels |
| 212997 –            | 3238 T-2            | 30 septembrie 1973 | Palomar            | C. J. van Houten, I. van Houten-Groeneveld, T. Gehrels |
| 212998 Tolbachik    | 3931 T-3            | 16 octombrie 1977  | Palomar            | C. J. van Houten, I. van Houten-Groeneveld, T. Gehrels |
| 212999 –            | 4330 T-3            | 16 octombrie 1977  | Palomar            | C. J. van Houten, I. van Houten-Groeneveld, T. Gehrels |
| 213000 –            | 1981 ET2            | 2 martie 1981      | Siding Spring      | S. J. Bus                                              |